# Olga Boznańska
Olga Helena Karolina Boznańska (ur. 15 kwietnia 1865 w Krakowie, zm. 26 października 1940 w Paryżu) – polska malarka, portrecistka, przedstawicielka modernizmu; od 1898 zamieszkała w Paryżu, członkini szkoły monachijskiej, Towarzystwa Artystów Polskich „Sztuka” (1898) i Société Nationale des Beaux-Arts (1901).

## Życiorys
Była córką inżyniera Adama Nowiny Boznańskiego i Francuzki Eugenii de Mondain. Ojciec Boznańskiej ukończył wiedeńską politechnikę, matka interesowała się sztuką, sama rysowała. Olga miała siostrę Izabellę Antoninę Ewelinę.
Olga Boznańska swoją przygodę z rysunkiem zaczęła w wieku 6 lat, pierwszych lekcji rysunku udzielała jej matka. Malarstwa uczyła się u Antoniego Adama Piotrowskiego, Kazimierza Pochwalskiego, a następnie na Kursach Malarskich imienia Adriana Baranieckiego. W 1886 wyjechała kontynuować naukę w Monachium. Jako kobieta nie miała wstępu do Akademii Sztuk Pięknych, kształciła się więc w prywatnych, monachijskich szkołach Karla Kricheldorfa i Wilhelma Dürra. W 1892 umarła jej matka.
W 1896 zrezygnowała z nauczycieli i wynajęła własną pracownię. W tym samym roku po raz pierwszy wystawiła w Paryżu swój obraz. W tym czasie zaczęła wystawiać swoje prace w Monachium, Warszawie, Berlinie, Wiedniu. Dwa lata później nadeszły pierwsze sukcesy. Za Portret malarza Pawła Nauena otrzymała z rąk arcyksięcia Karola Ludwika w Wiedniu złoty medal, a w Londynie za Portret miss Mary Breme – wyróżnienie. W 1896 jury paryskiego Société des Beaux-Arts przyjęło na wystawę jej obraz. Po tych sukcesach dostała propozycję objęcia katedry malarstwa na wydziale kobiet w krakowskiej Szkole Sztuk Pięknych, którą odrzuciła. Od 1896 korespondowała z Józefem Czajkowskim, którego poznała w Monachium. Choć mężczyzna był młodszy od Olgi o 7 lat, nie przeszkodziło im to w nawiązaniu relacji uczuciowej.
W 1898 przeprowadziła się do Paryża. W tym też roku została członkiem Towarzystwa Artystów Polskich „Sztuka”. W tym samym roku urządziła pierwszą indywidualną wystawę. W 1900 na wystawie w New Gallery w Londynie dostała złoty medal. Na Wystawie Światowej w Paryżu otrzymała wyróżnienie. Tego samego roku doszło do zerwania jej długoletniego narzeczeństwa z malarzem Józefem Czajkowskim. Artystka nie chciała przeprowadzić się z Paryża do Krakowa dla ukochanego. Po rozstaniu, Boznańska całkowicie poświęciła się sztuce. W 1901 po raz pierwszy wystawiała w Pittsburghu. Rząd francuski zakupił jej Bretonkę i Portret panny Dygat do państwowych zbiorów sztuki. Została członkiem Société Nationale des Beaux Arts. Uczyła w Académie de la Grande Chaumière.
W 1906 umarł jej ojciec. Rok później Carnegie Institute w Pittsburghu przyznał jej srebrny medal. W 1912 na wystawie w Pittsburghu, wraz z Claude’em Monetem i Augustem Renoirem, reprezentowała Francję. W Amsterdamie na międzynarodowej wystawie zdobyła srebrny medal. W 1914 warszawska Szkoła Sztuk Pięknych zaproponowała jej stanowisko profesora. W 1923 ponownie reprezentowała szkołę francuską w Pittsburghu wśród takich artystów jak Pierre Bonnard czy Maurice Denis.
Jej sława powoli malała. Miała coraz mniej zamówień na portrety, głównym źródłem utrzymania stał się dla niej czynsz z krakowskiej kamienicy. W 1932 po raz ostatni przyjechała do Krakowa. W 1934 otrzymała nagrodę m. st. Warszawy za sztukę plastyczną. W 1937 na Wystawie Światowej w Paryżu otrzymała Grand Prix. Na weneckim Biennale w 1938 sprzedała pięć obrazów, w tym Portret pani Dygatowej, który zakupił król włoski. Był to jej ostatni sukces. Dwa lata później umarła. Boznańska została pochowana na cmentarzu Les Champeaux w Montmorency pod Paryżem.

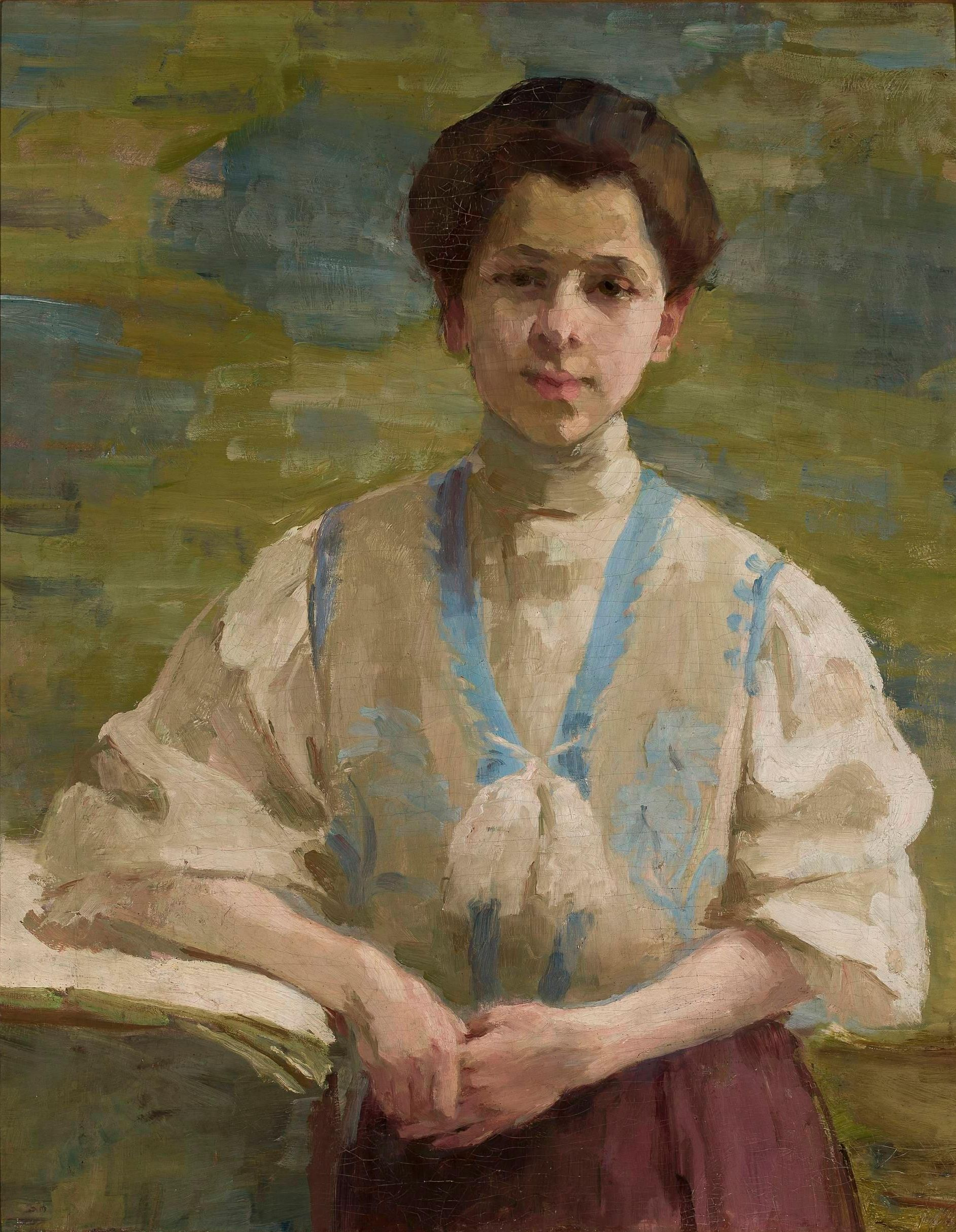
Autoportret, 1893
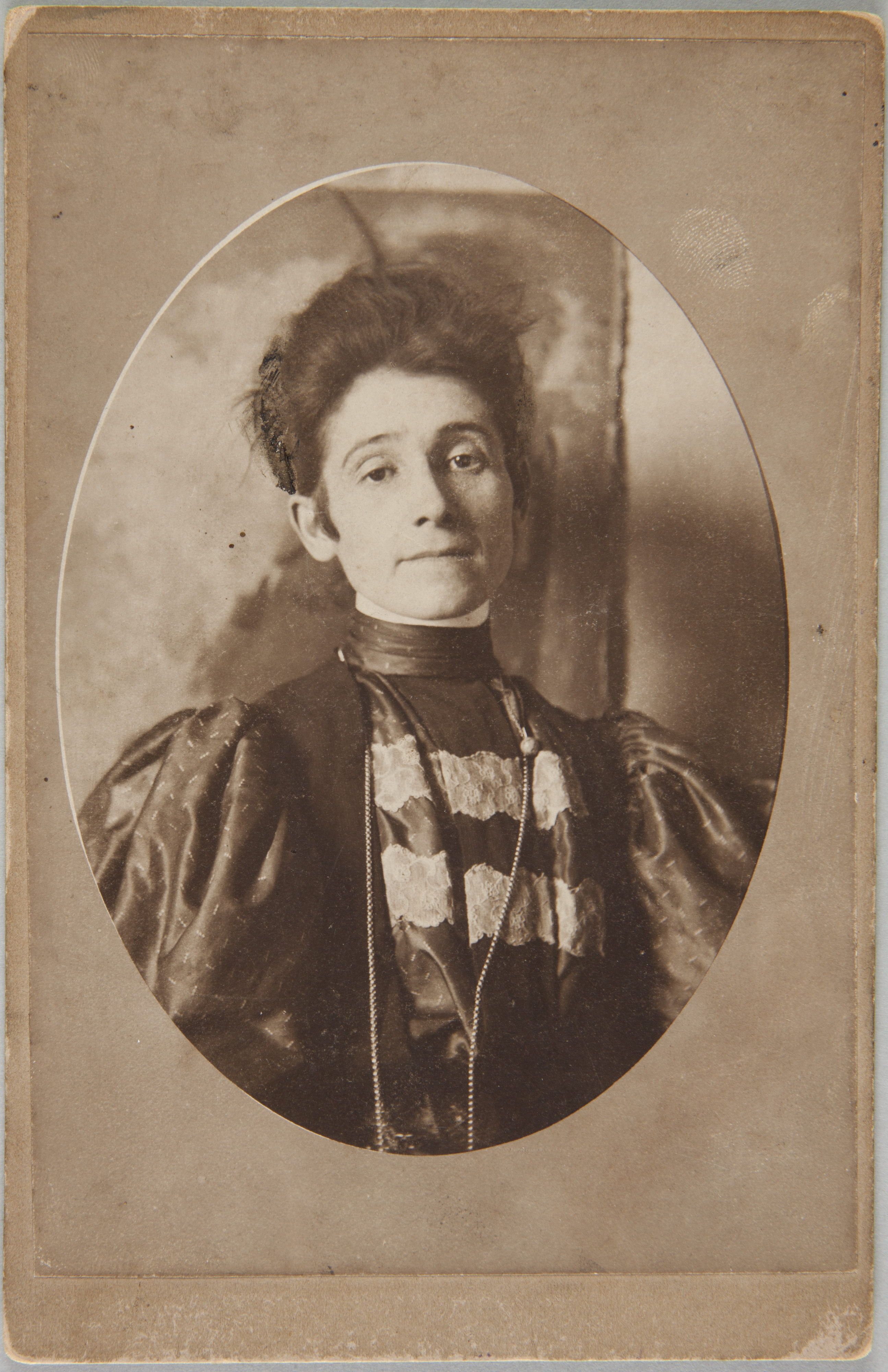
Olga Boznańska na fotografii z 1898
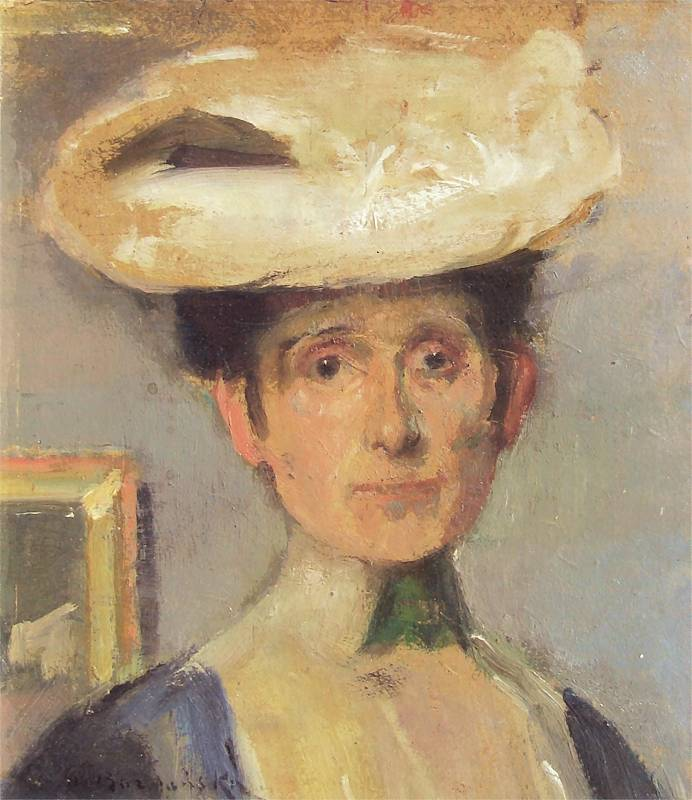
Autoportret, data nieznana
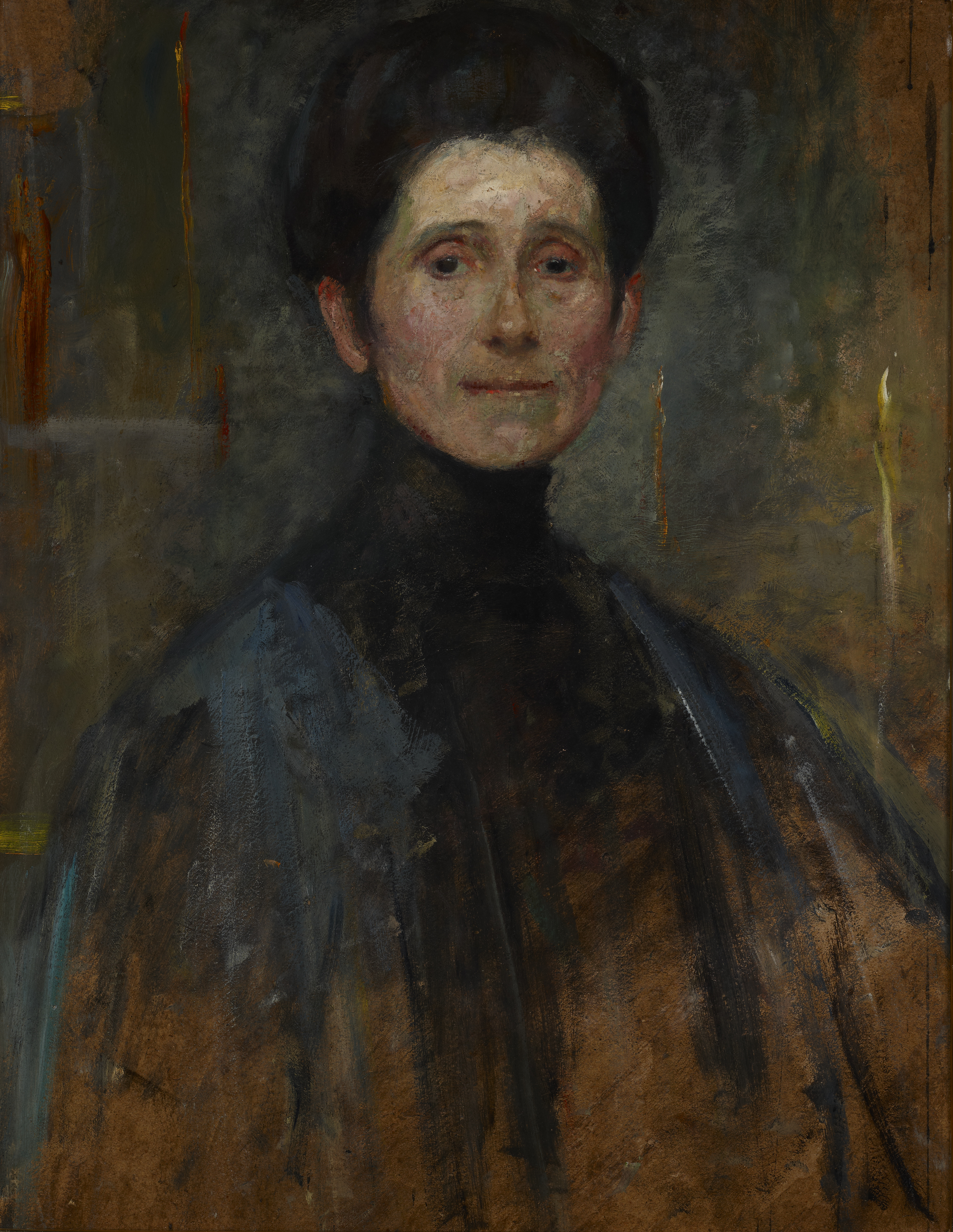
Autoportret, 1906
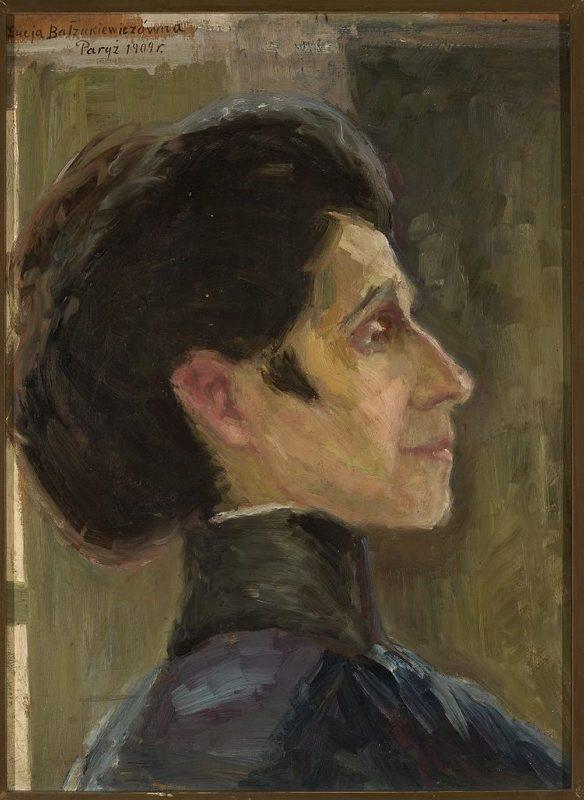
Ł. Bałzukiewicz, Portret Olgi Boznańskiej
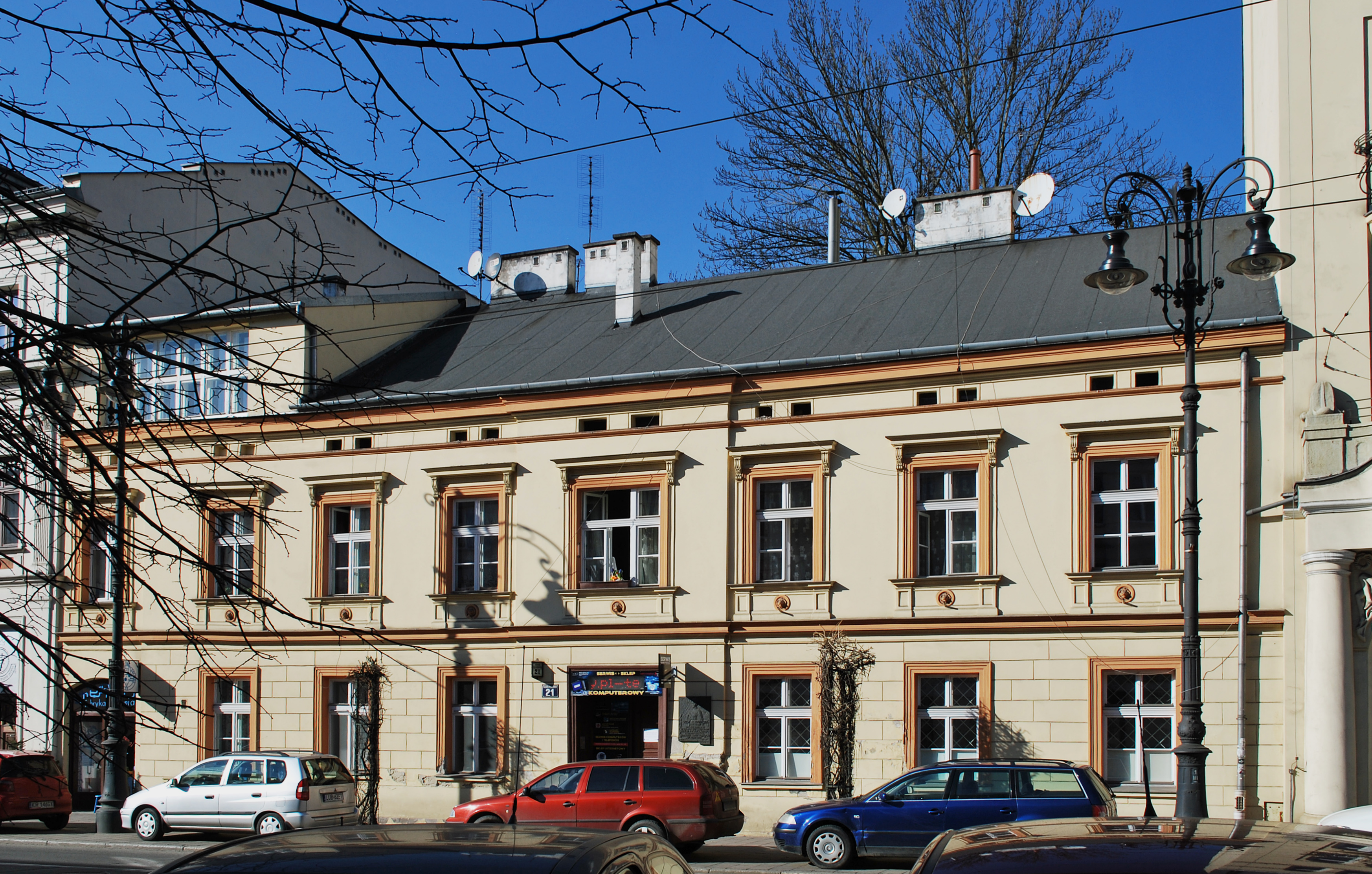
Dom Boznańskich (2015)

## Twórczość
Była portrecistką, w każdym razie to portrety przyniosły jej największą sławę. Malowała głównie w pracowni. Częstym motywem jej obrazów są wnętrza pracowni lub widoki z okna.
Farbę kładła małymi dotknięciami pędzla i czekała, aż podeschnie. Metoda ta gwarantowała, że jej paleta nie będzie sprawiała wrażenia „brudnej” (mimo używania odcieni szarości i ciemnych brązów). Już w okresie pobytu w Monachium zrezygnowała z pokrywania gotowych obrazów werniksem. Z czasem coraz częściej zamiast na płótnie, malowała na lekko zagruntowanej tekturze, dzięki czemu uzyskiwała matowość, która pozwalała jej na wyrafinowane efekty kolorystyczne.

## Boznańska a impresjonizm
Błędem jest łączenie Boznańskiej z impresjonizmem. Często stosowała barwy lokalne i czerń, kolory odrzucane przez impresjonistów. Różnił ją też stosunek do natury. Zmysłowy zachwyt powierzchnią zjawisk w świetle, leżący u podstaw impresjonizmu, zastępowała w swych portretach wnikliwą analizą psychologiczną i dążeniem do silnej ekspresji.
Stosowana przez nią zasnuta mgłą paleta ma niewiele wspólnego z feerią barw typowych dla Moneta, van Gogha czy Renoira. Podczas gdy impresjoniści opuszczali pracownie i badali wpływ światła słonecznego na kolor, Boznańska niemal nigdy nie malowała w plenerze. Nie traktowała też (jak impresjoniści) postaci ludzkich jako elementu krajobrazu lub każdego innego motywu malarskiego. Koncentrowała się na portrecie psychologicznym, odzwierciedlającym wewnętrzną prawdę o portretowanej postaci, a nie ulotną chwilę lub iskrzącą plamę barwną. W jej obrazach światło żyje własnym życiem i nie jest uzależnione od pogody czy pory dnia.
Około 1900 r. miała już ukształtowany własny styl. W jej malarstwie dominował walor, gra tonów i półtonów, nadających obrazom specyficzną mglistość i tajemniczość. Ówcześni krytycy paryscy słusznie więc nie dopatrywali się związku Boznańskiej z impresjonizmem. Sama artystka zapytana kiedyś o swoją zależność od impresjonizmu uznała takie pytanie za absurdalne: „Ja i impresjonizm?”.
Jej twórczość zaliczana jest do nurtu postimpresjonizmu.

## Wybrane dzieła
- Anemony, 1901, olej na tekturze, 49 × 36 cm, Muzeum Narodowe w Warszawie
- Autoportret z japońską parasolką, 1892, olej na płótnie, 65 × 52 cm, Muzeum Narodowe we Wrocławiu
- Dziewczynka z chryzantemami, 1894, olej na tekturze, 88,5 × 69 cm, Muzeum Narodowe w Krakowie
- Dziewczynka z koszem jarzyn w ogrodzie, 1891, olej na płótnie, 124 × 85 cm, Muzeum Narodowe w Warszawie;
- Imieniny babuni, 1889, olej na płótnie, 79 × 60 cm, Muzeum Narodowe w Warszawie
- Kwiaciarki, 1889, olej na płótnie, 65 × 85 cm, Muzeum Narodowe w Krakowie
- Kwiaty, po 1920, olej na desce, 29,5 × 41 cm, Muzeum Narodowe w Krakowie
- Portret Gabrieli Reval, 1912, olej na tekturze, 120 × 90 cm, Muzeum Narodowe w Krakowie
- Martwa natura z kwiatami, ok. 1930, olej na tekturze, 70 × 50 cm, Muzeum Narodowe w Krakowie
- Martwa natura z wazą, 1918, olej na tekturze, 38,5 × 57,5 cm, Muzeum Narodowe w Warszawie
- Młoda kobieta z dzieckiem, 1902, olej na tekturze, 58,5 × 46,5 cm, Kolekcja prywatna Marka Michniczuka, Paryż
- Motyw z Paryża, ok. 1903, olej na desce, 33 × 24 cm, Muzeum Narodowe w Krakowie
- W oranżerii, 1890, olej na płótnie, 235 × 180 cm, Muzeum Narodowe w Warszawie
- Portret chłopca w gimnazjalnym mundurku, ok. 1890, olej na płótnie, 180 × 100 cm, Muzeum Narodowe w Warszawie
- Portret dwojga dzieci na schodach, 1898, olej na płótnie, 102 × 75 cm, Muzeum Narodowe w Poznaniu
- Portret dwóch dziewczynek, 1896, olej na tekturze, 70 × 49,5 cm, Muzeum Śląskie w Katowicach
- Portret Feliksa Jasieńskiego, 1907, olej na płótnie, 84,5 × 71 cm, Muzeum Narodowe w Krakowie
- Portret Gertrudy Dziewickiej (córki Seweryna Dziewickiego), 1897, olej na tekturze, 78 × 39 cm, Muzeum Narodowe w Krakowie
- Portret Heleny Chmielarczykowej, 1909, olej na płótnie, 110 × 80 cm, Muzeum Śląskie w Katowicach
- Portret rzeźbiarza Jana Szczepkowskiego, ok. 1906, olej na tekturze, 76 × 63 cm, Muzeum Śląskie w Katowicach
- Portret pani w białym kapeluszu, 1906, olej na tekturze, 107 × 80 cm, Muzeum Śląskie w Katowicach
- Portret kobiety (Cyganka), 1888, olej na płótnie, 165 × 53 cm, Muzeum Narodowe w Krakowie
- Portret kobiety w białej sukni, 1890, olej na płótnie, 150 × 100 cm, Muzeum Narodowe w Krakowie
- Portret Paula Nauena, 1893, olej na płótnie, 121 × 91 cm, Muzeum Narodowe w Krakowie
- Portret Jadwigi z Sanguszków Sapieżyny, 1910, Muzeum Narodowe w Krakowie
- Portret młodej kobiety w bieli, 1912, olej na tekturze, 113 × 88 cm, Musée d’Orsay, Paryż
- Portret pani D., 1913, olej na tekturze, 117 × 71,5 cm, Musée d’Orsay, Paryż

- Portret panny Dygat, 1903, olej na tekturze, 82 × 60 cm, Musée d’Orsay, Paryż
- W Wielki Piątek (Zakonnica, Zakonnica modląca się w kościele), 1890, olej na płótnie, 240 × 158 cm, Kościół Mariacki w Krakowie
- Portret Kazimierza Wizego, ok. 1905 – ok. 1909, olej na tekturze, 71 × 42,5, Muzeum Narodowe w Warszawie.
- Żyd przy winie, 1887, olej na płótnie, 81,5 × 65 cm, Muzeum Śląska Opolskiego w Opolu

## Ordery i odznaczenia
- Krzyż Komandorski Orderu Odrodzenia Polski (10 listopada 1938)[15]
- Krzyż Oficerski Orderu Odrodzenia Polski (1924)[16]
- Złoty Wawrzyn Akademicki (7 listopada 1936)[17]
- Kawaler Orderu Legii Honorowej (Francja, 1912)

## Upamiętnienie
- W Krakowie Boznańska mieszkała w domu przy ul. Piłsudskiego 21 (kiedyś Wolska 21), w którym miała własną pracownię. Dom został wybudowany przez jej ojca. Po jego śmierci dom przypadł Oldze i Izabeli. Na budynku znajduje się tablica pamiątkowa wykonana przez rzeźbiarza, pracownika Wydziału Form Przemysłowych Tadeusza Banasia w 2000 roku w 135 rocznicę urodzin artystki i 60 rocznicę jej śmierci. Swoją część budynku w testamencie Olga zapisała Akademii Sztuk Pięknych w Krakowie (część budynku należąca do Izy Boznańskiej przypadła Gminie Kraków).

- Jest patronką ulic m.in. w: Bogatyni, Częstochowie, Katowicach, Kielcach, Krakowie, Kutnie, Lubinie, Ostrowie Wielkopolskim, Stargardzie, Sycowie, Tarnowie, Warszawie[18], Wrocławiu. W Śremie jedną z ulic nazwano Zaułek Olgi Boznańskiej.

- W 2006 r. w Kielcach odsłonięto popiersie malarki autorstwa Józefa Sobczyńskiego[19].
- W 2014 roku w Muzeum Narodowym w Krakowie i w 2015 roku w Muzeum Narodowym w Warszawie odbyły się wystawy Olgi Boznańskiej związane ze 150 rocznicą urodzin i 75 rocznicą śmierci. Wystawie towarzyszył katalog: E. Bobrowska i U. Kozakowska-Zaucha, Olga Boznańska 1865-1940, Kraków 2014.

- W 2016 r. Narodowy Bank Polski wydał upamiętniającą Olgę Boznańską srebrną monetę kolekcjonerską o nominale 20 złotych należącą do serii „Polscy Malarze XIX/XX wieku”[20].

- Od 2022 r. jest patronką Liceum Sztuk Plastycznych w Wodzisławiu Śląskim, a uczniowie szkoły stworzyli mural upamiętniający artystkę[21].

- Uchwałą Sejmu RP X kadencji z 24 lipca 2024 zdecydowano o ustanowieniu roku 2025 „Rokiem Olgi Boznańskiej”[22][23][24].

## Galeria

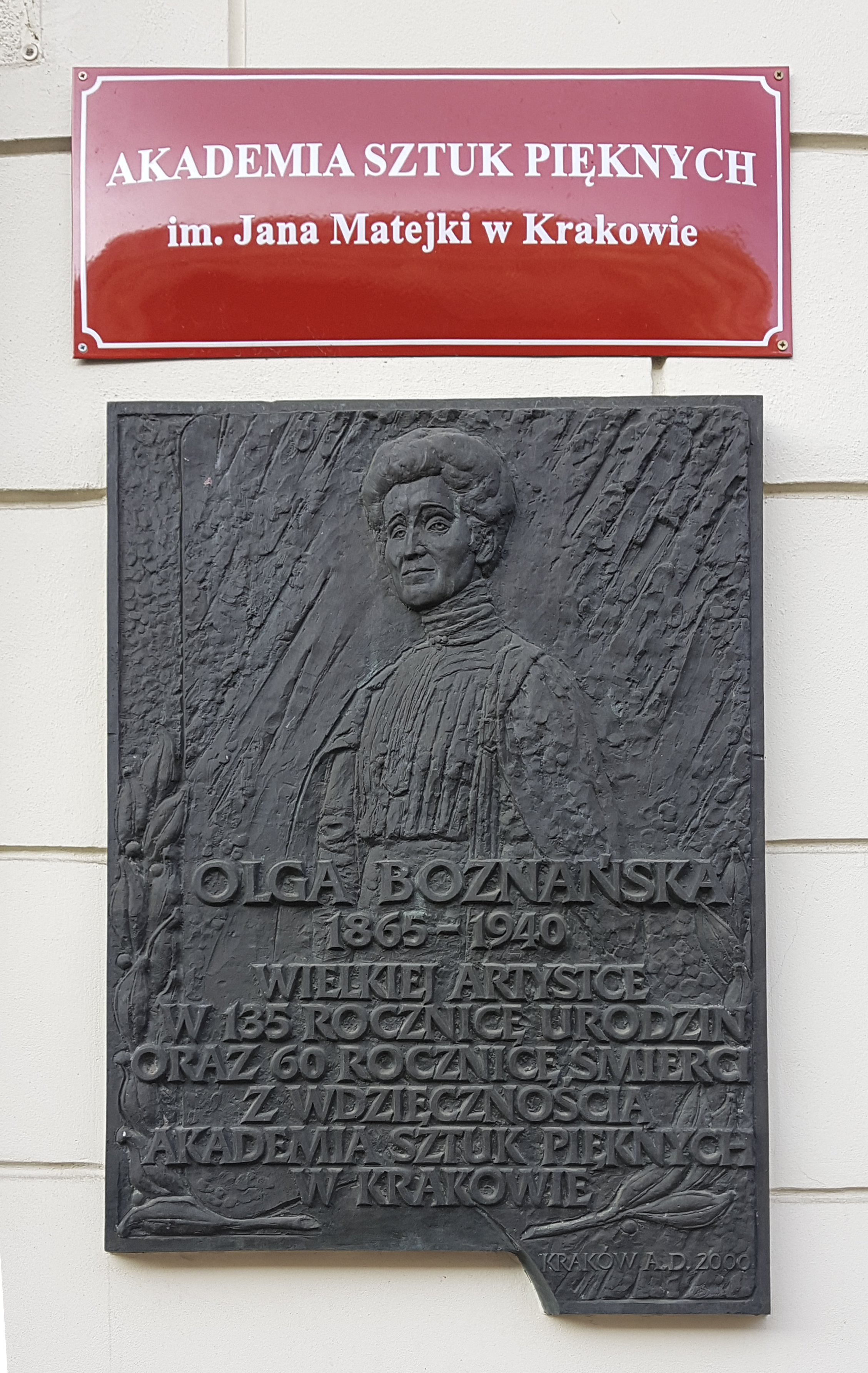
Tablica na domu O. Boznańskiej
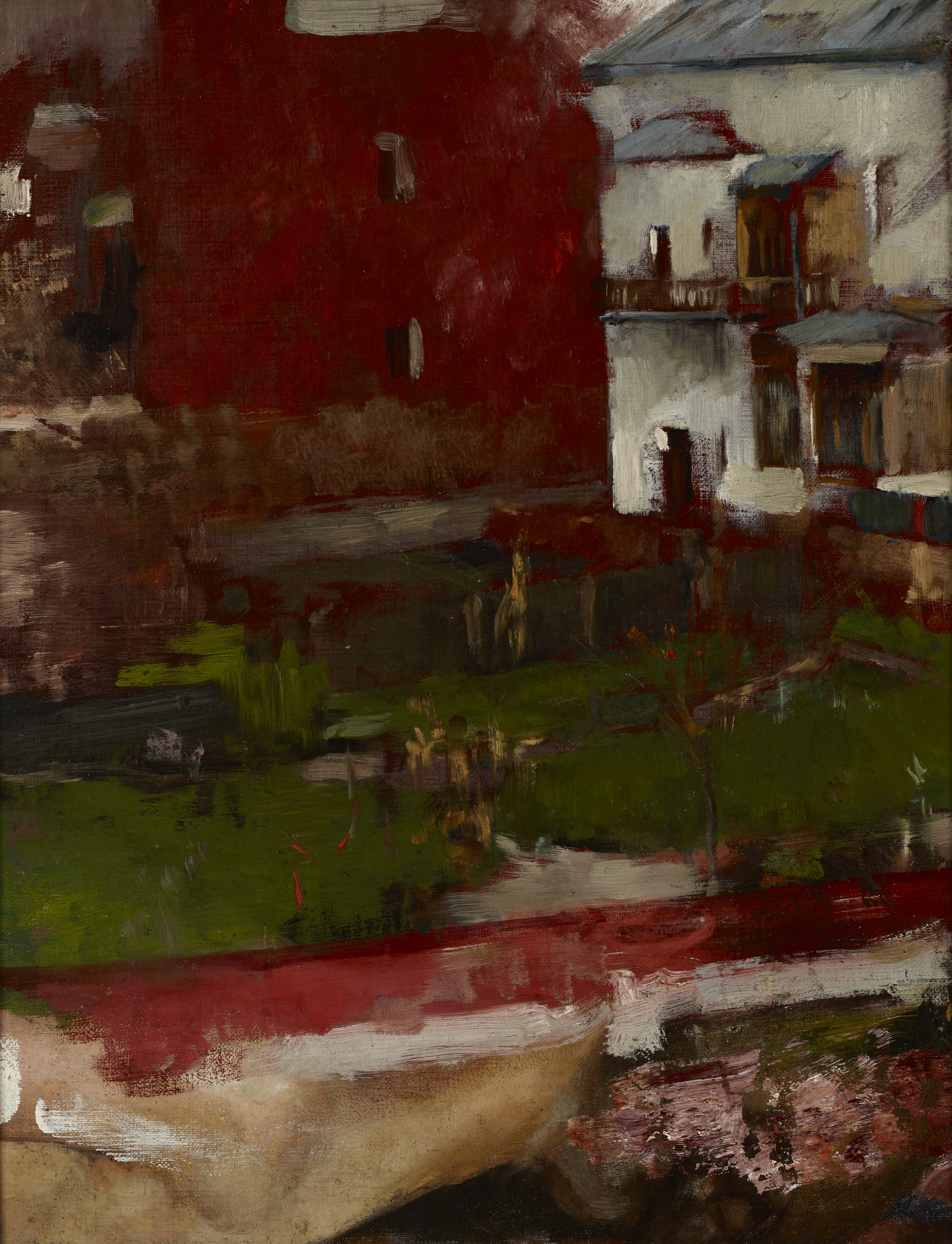
Zabudowania miejskie I, 1885
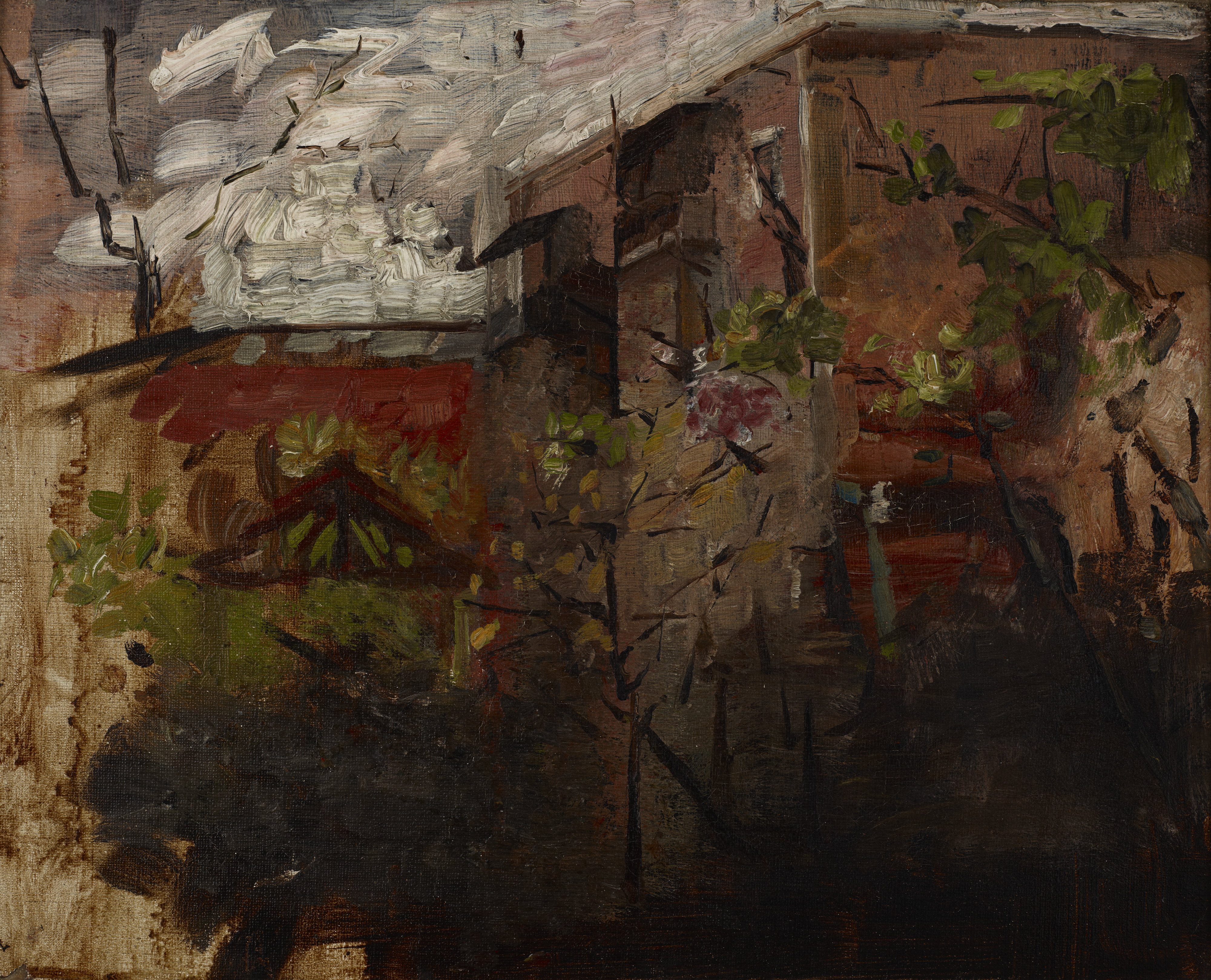
Zabudowania II, 1886
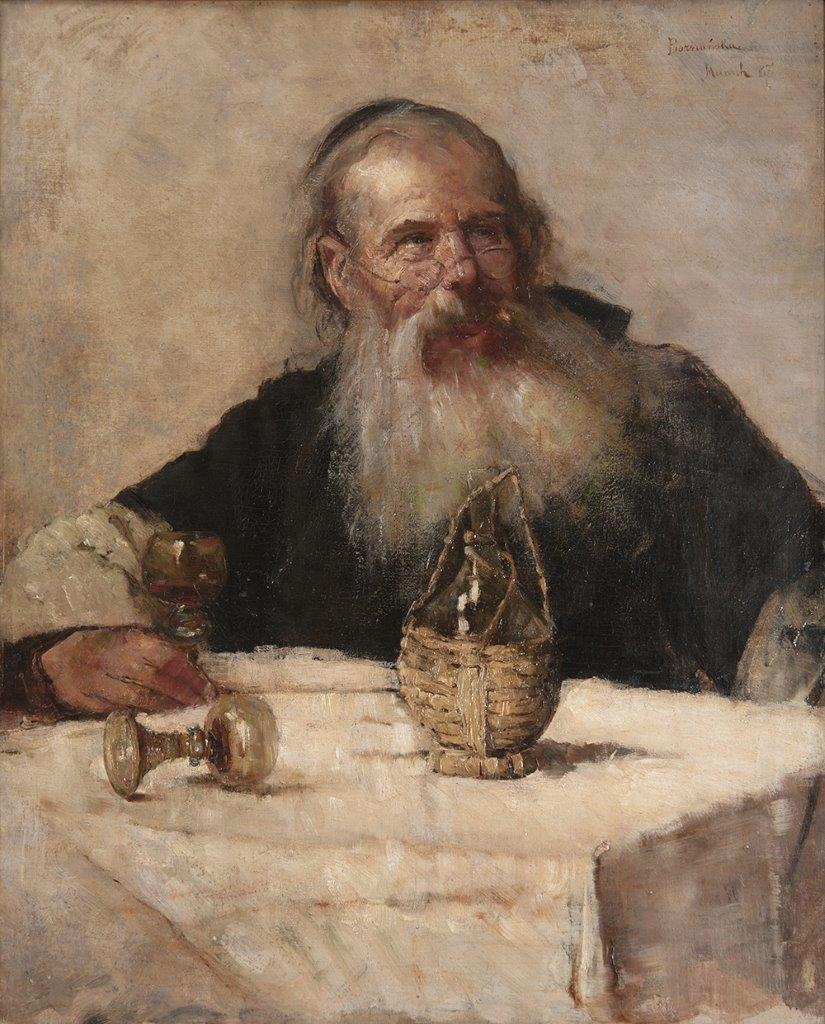
Żyd przy winie, 1887
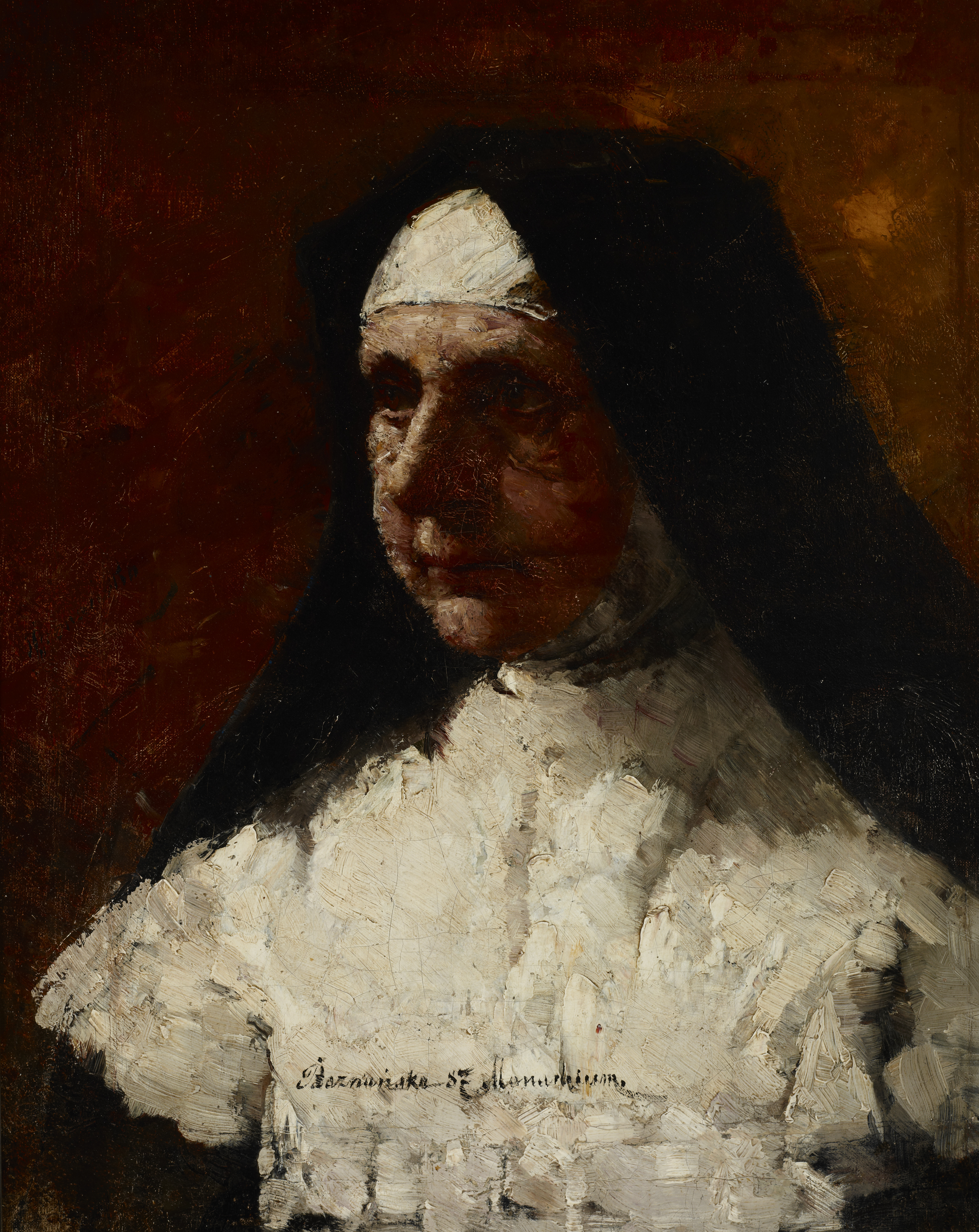
Studium zakonnicy, 1887
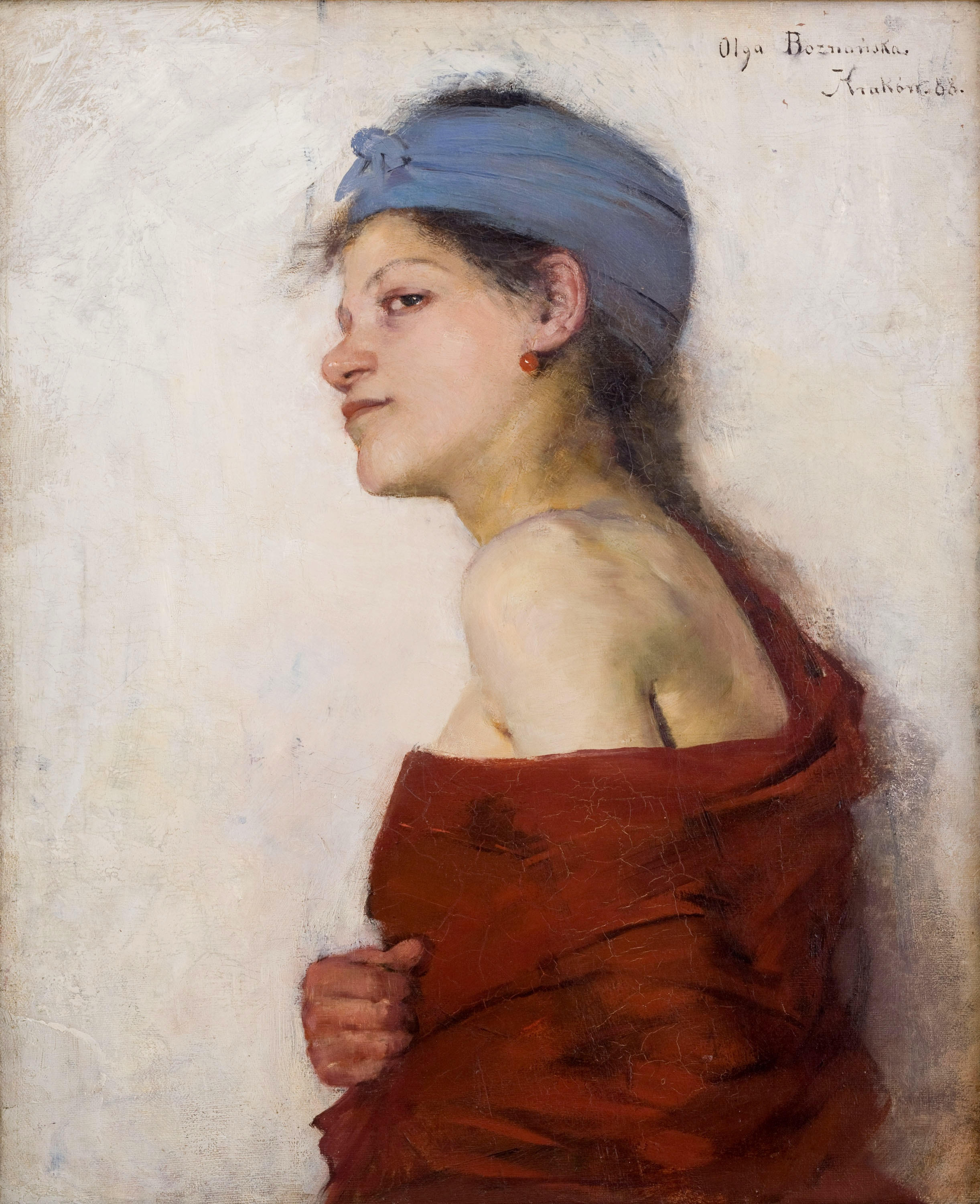
Portret kobiety – Cyganka, 1888
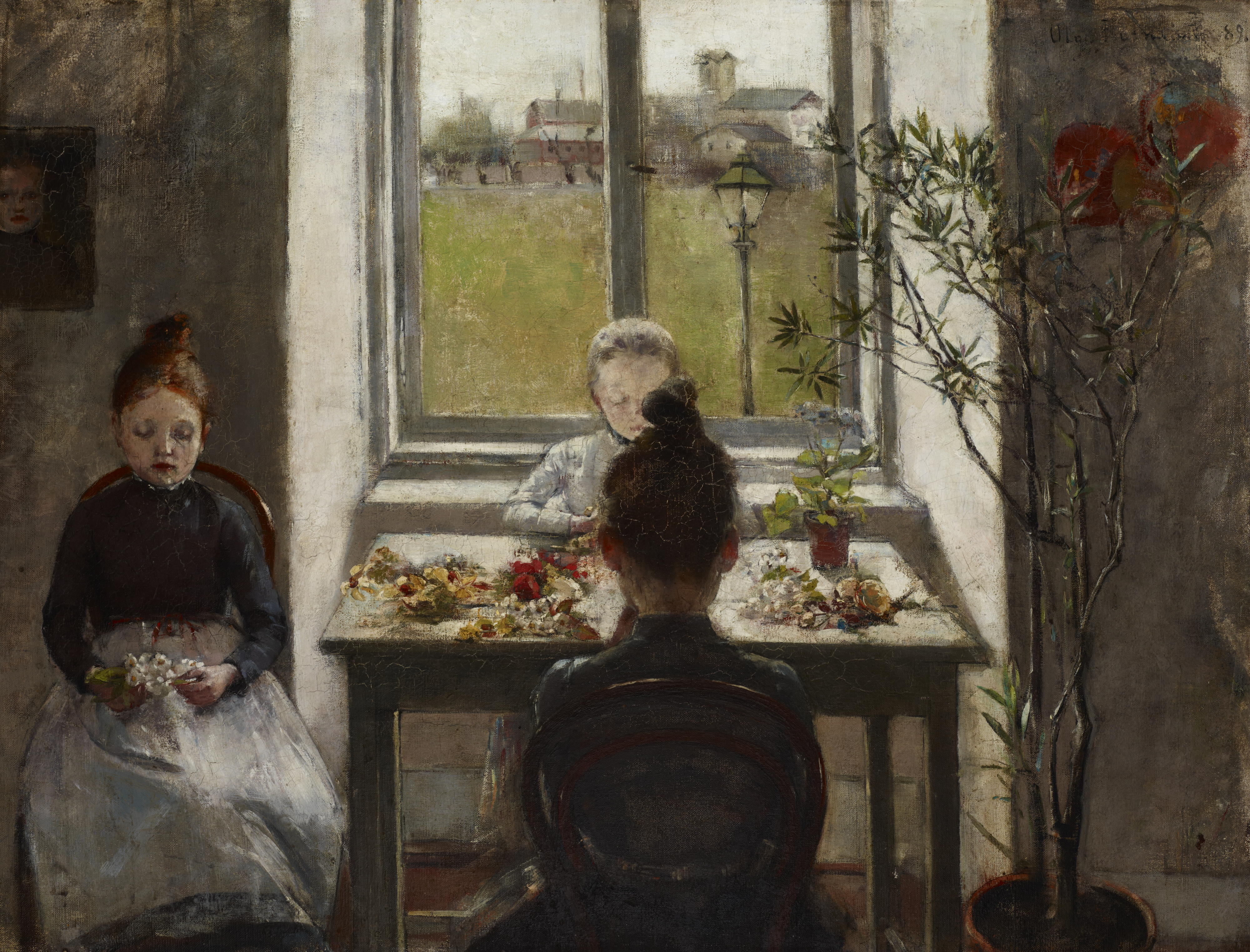
Kwiaciarki, 1889
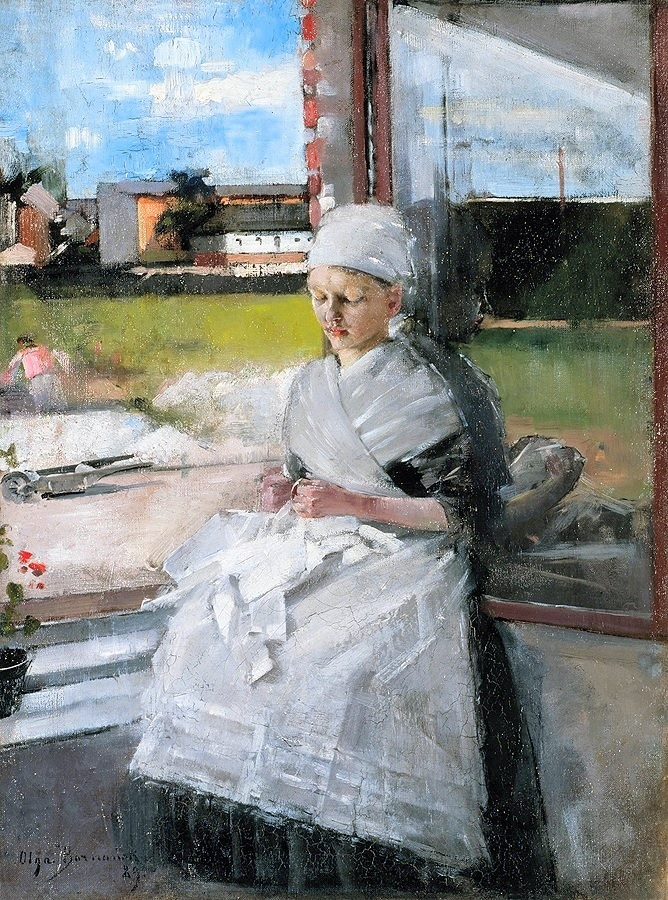
Bretonka, 1889
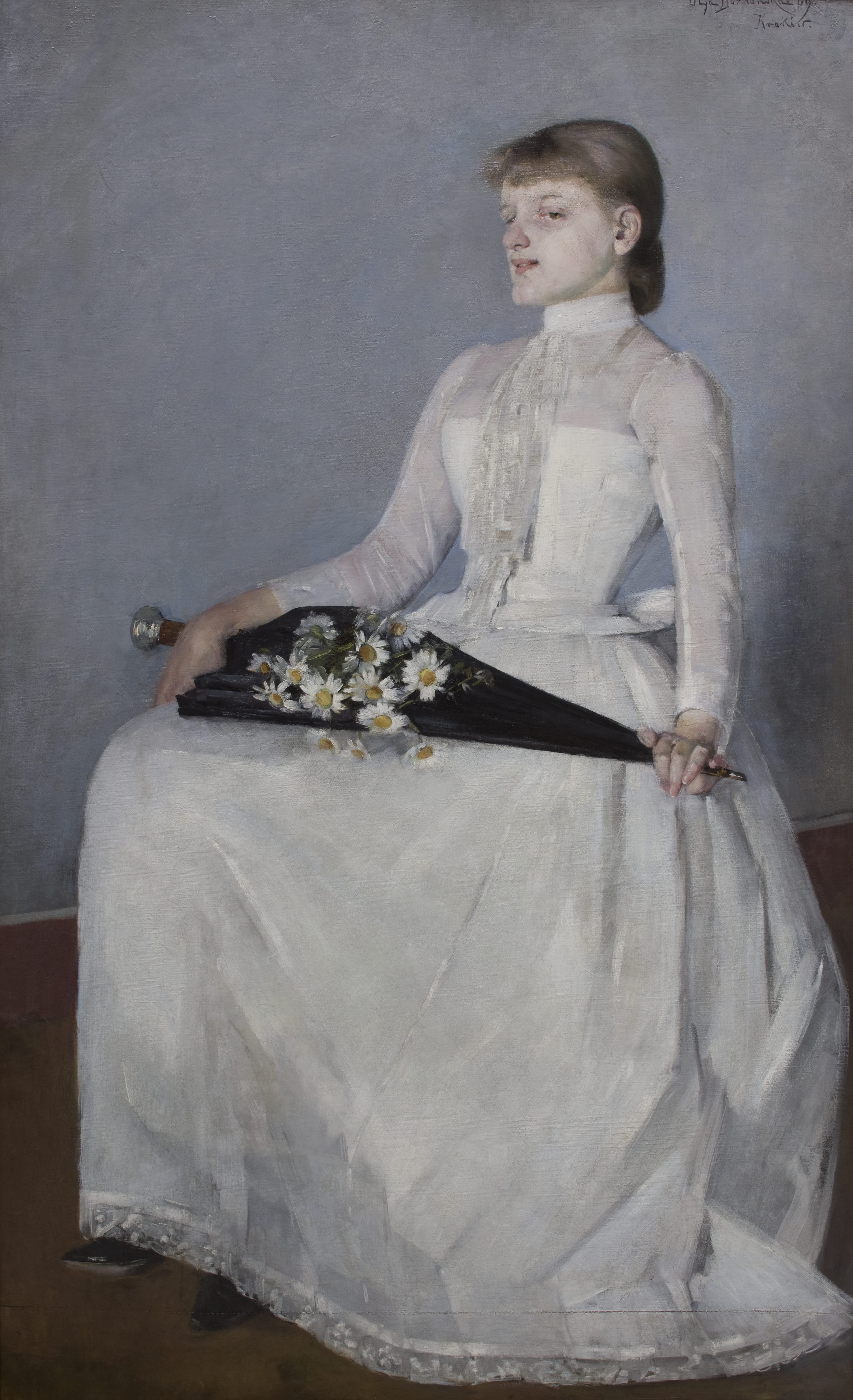
Ze spaceru, 1889
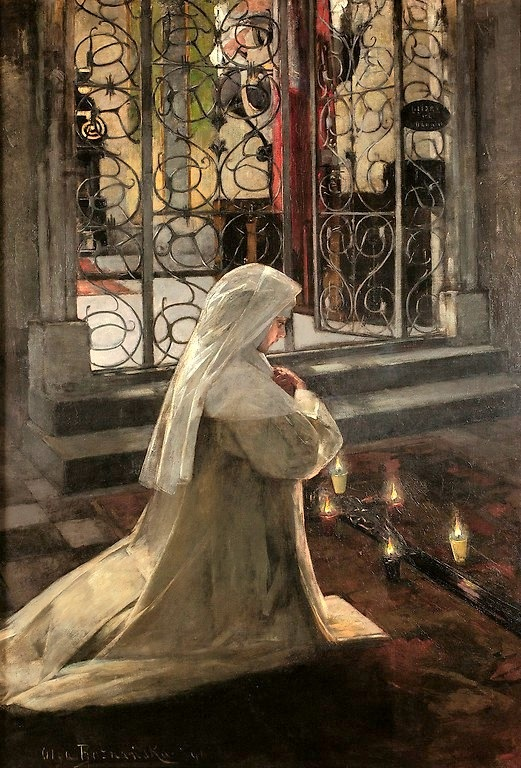
W Wielki piątek, ok. 1890
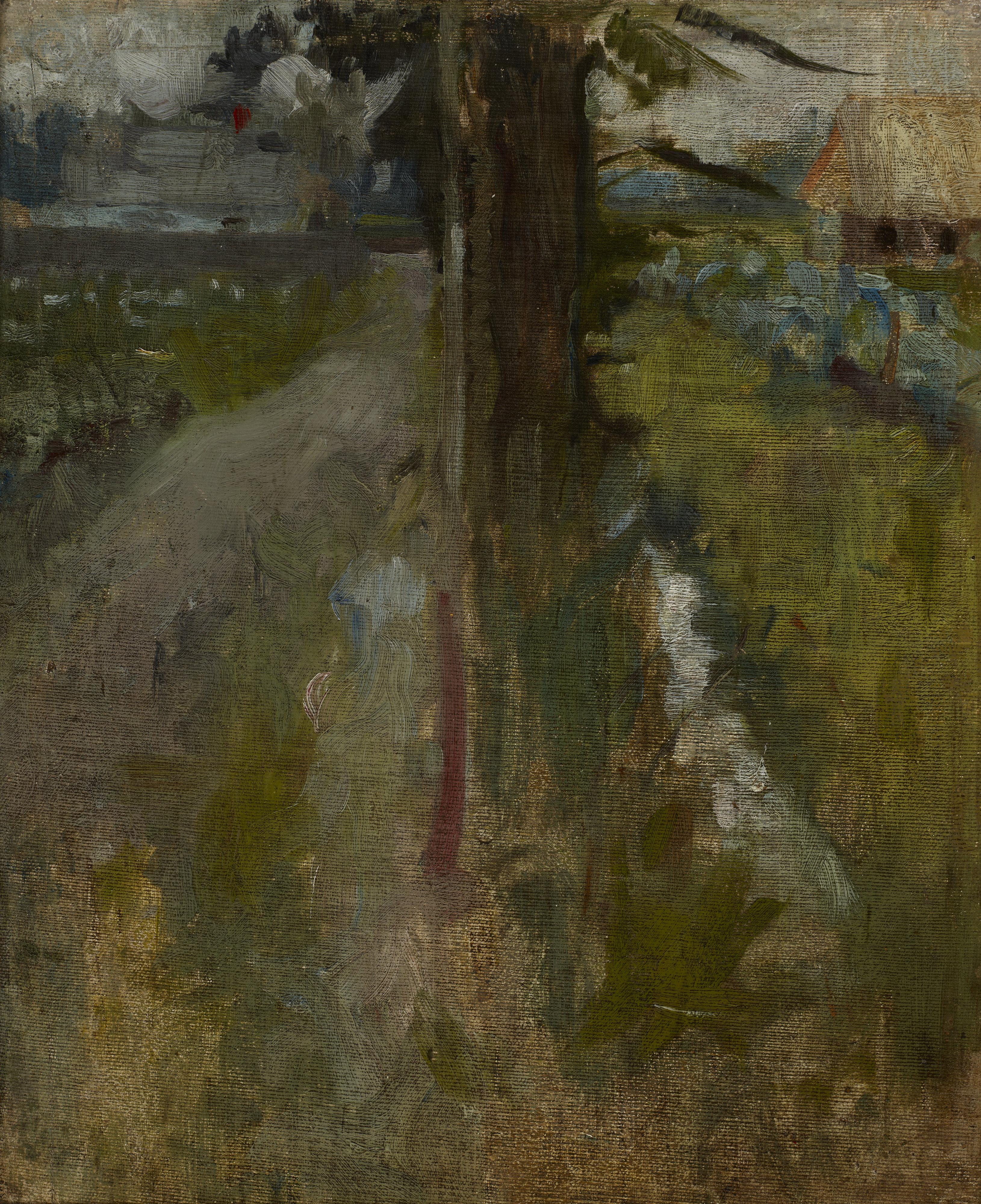
Motyw krajobrazowy, ok. 1890
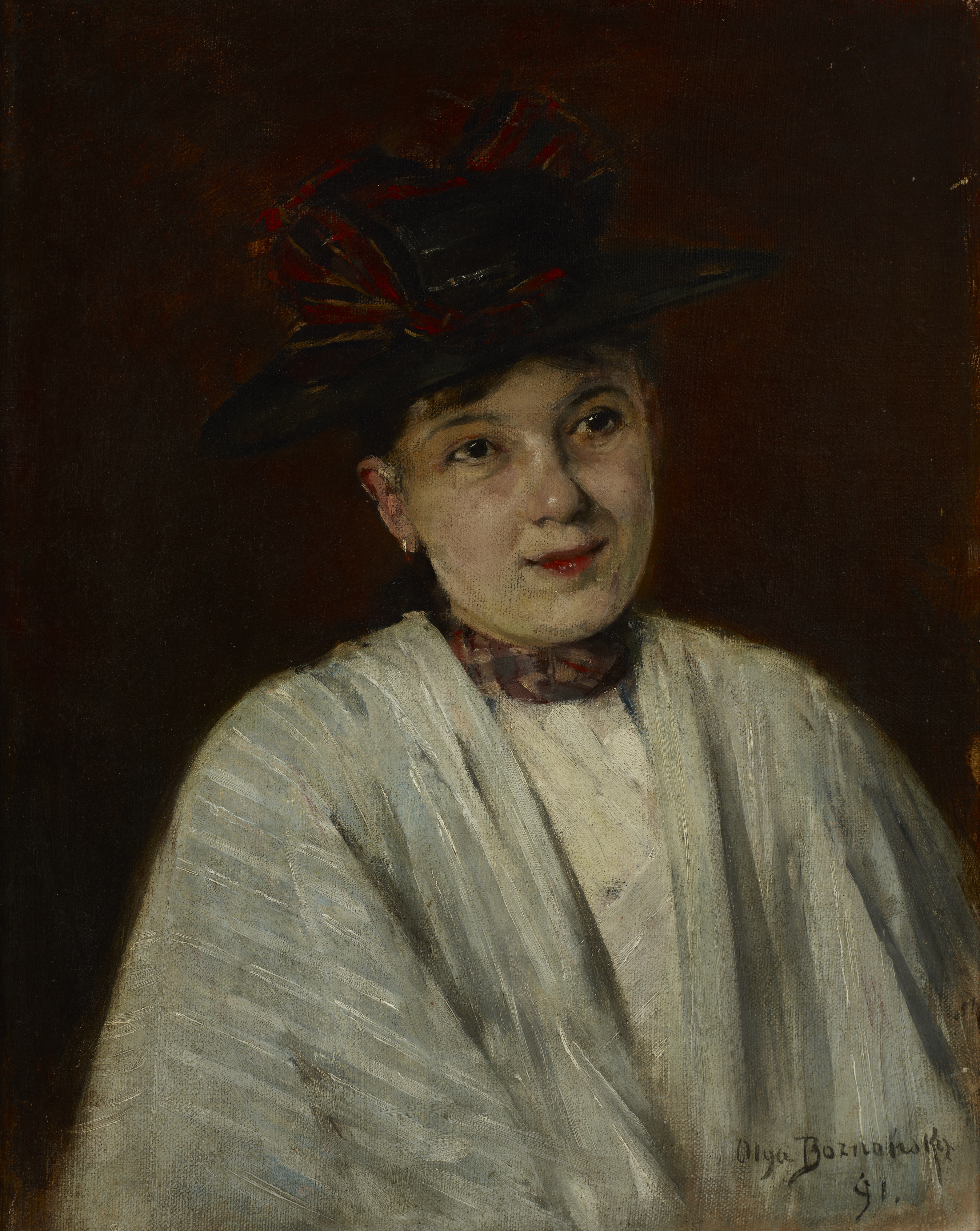
Wesoła Baśka, 1891
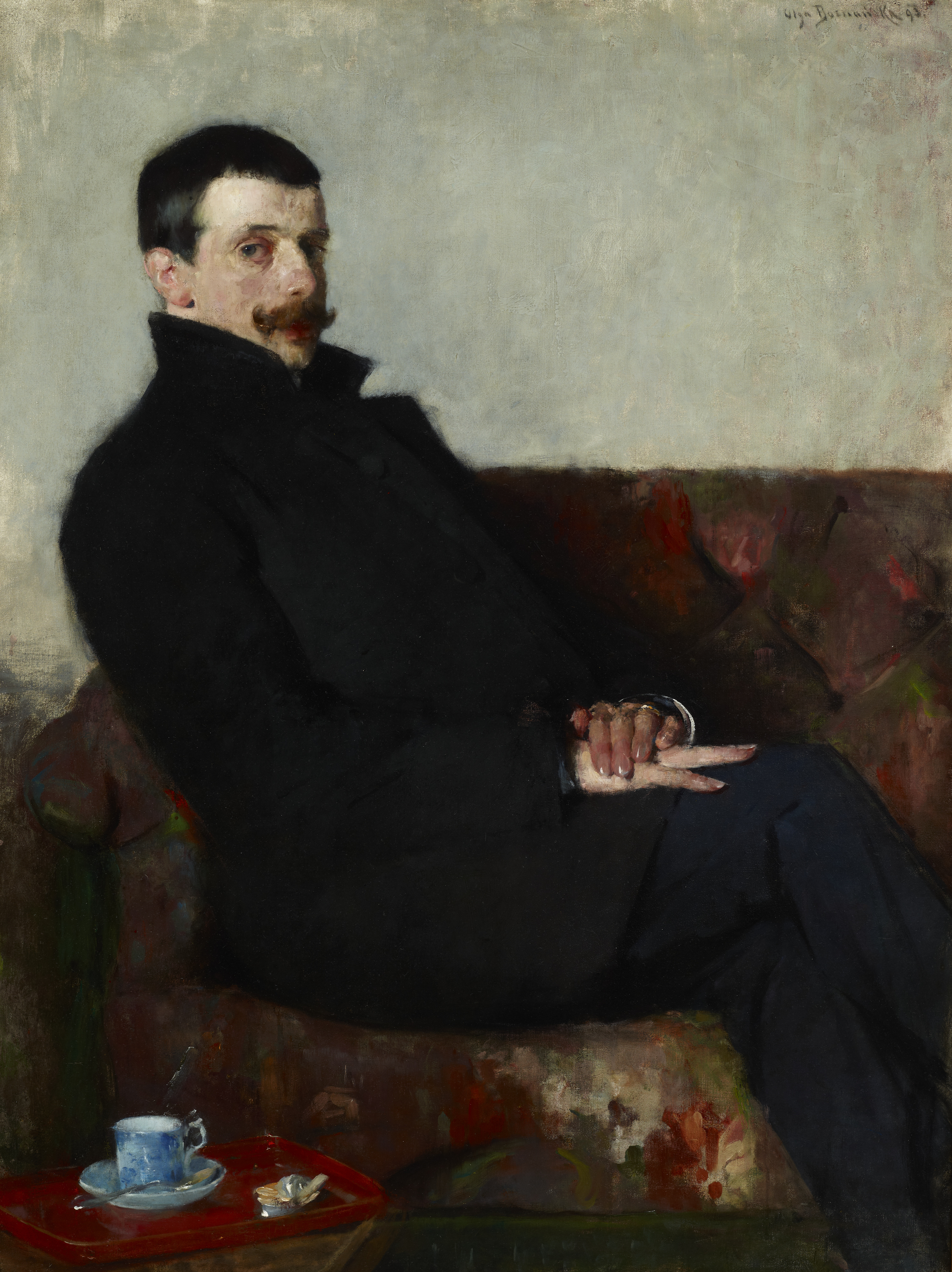
Portret Paula Nauena, 1893
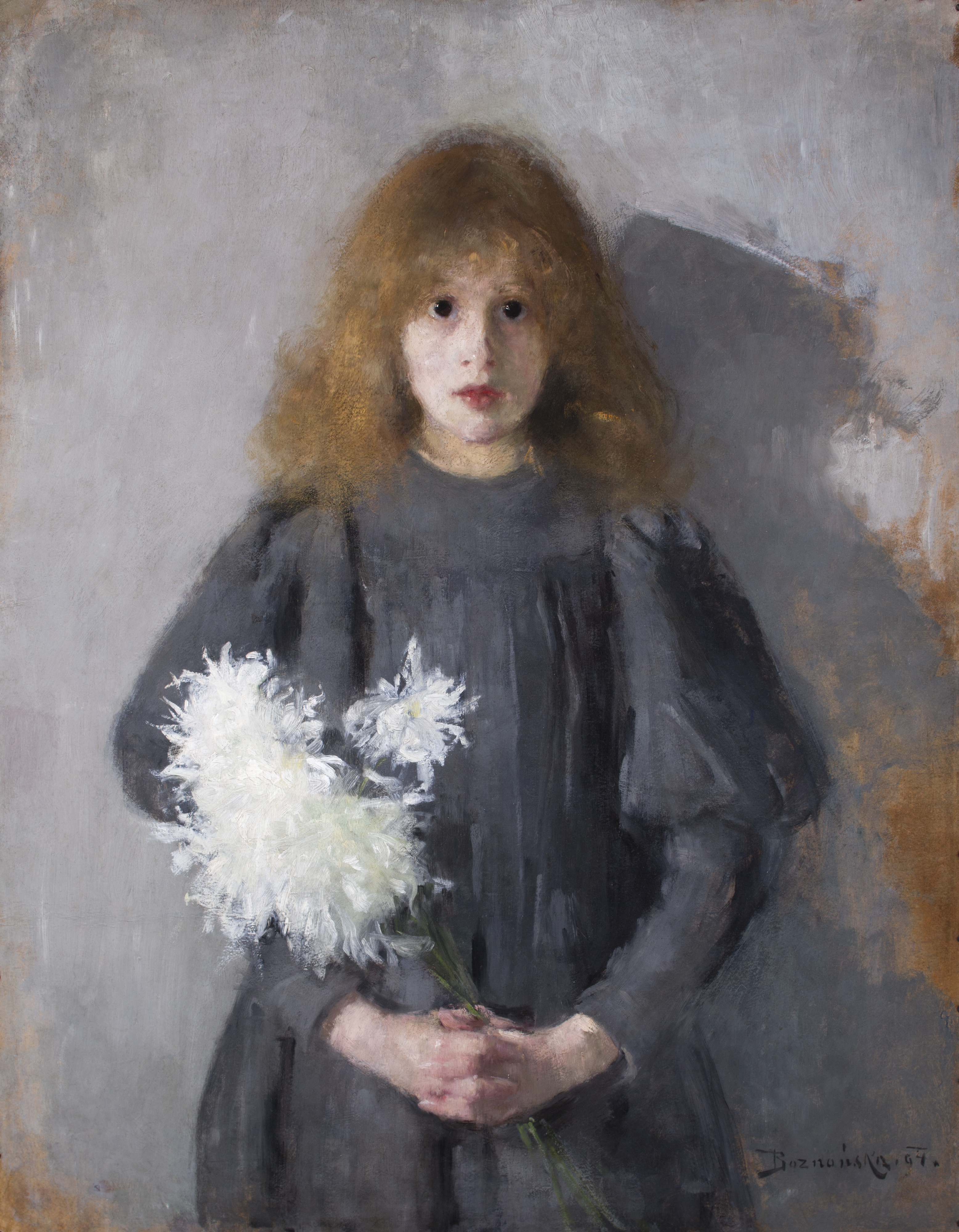
Dziewczynka z chryzantemami, 1894
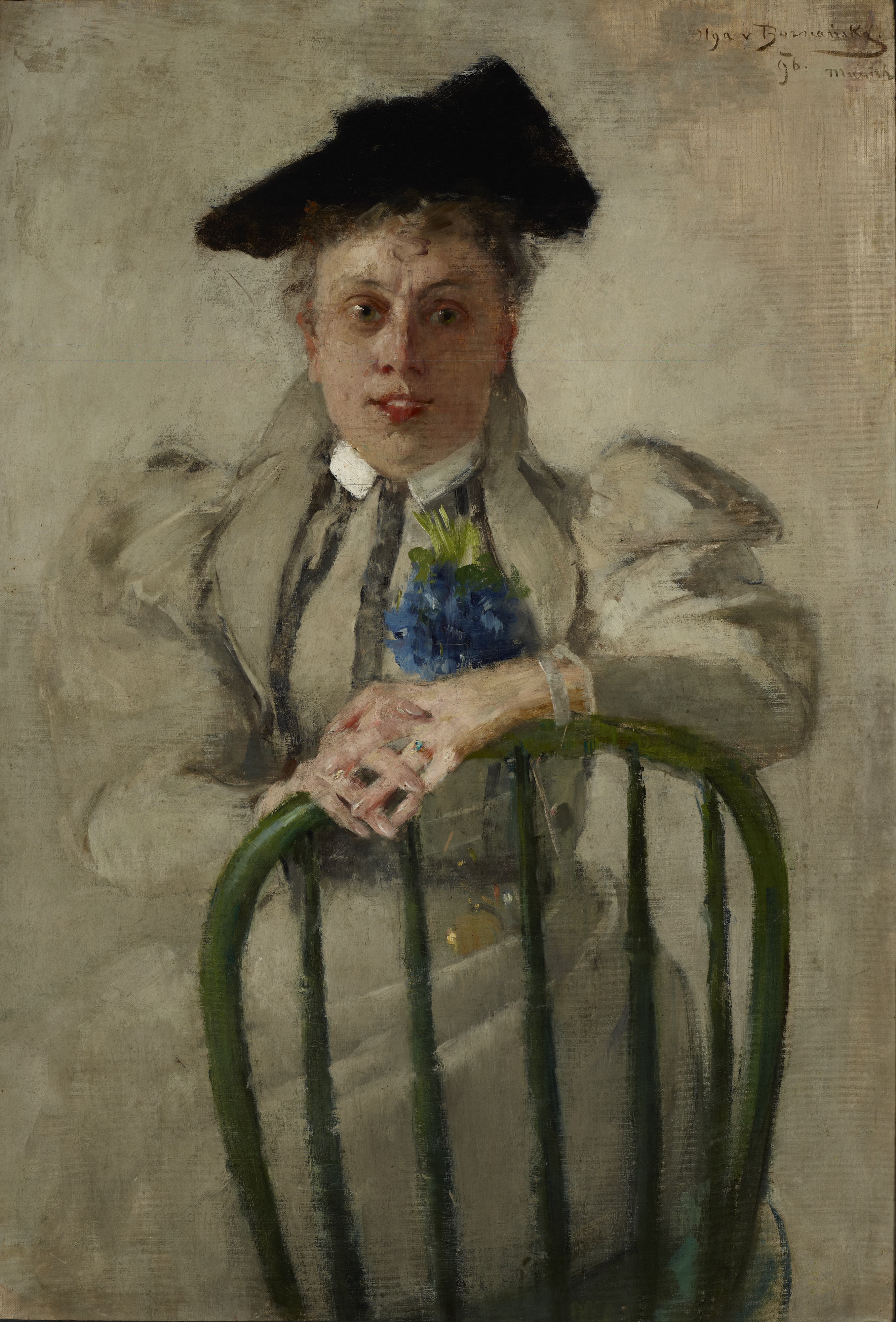
Portret Ireny z Serdów Zbigniewiczowej, 1896
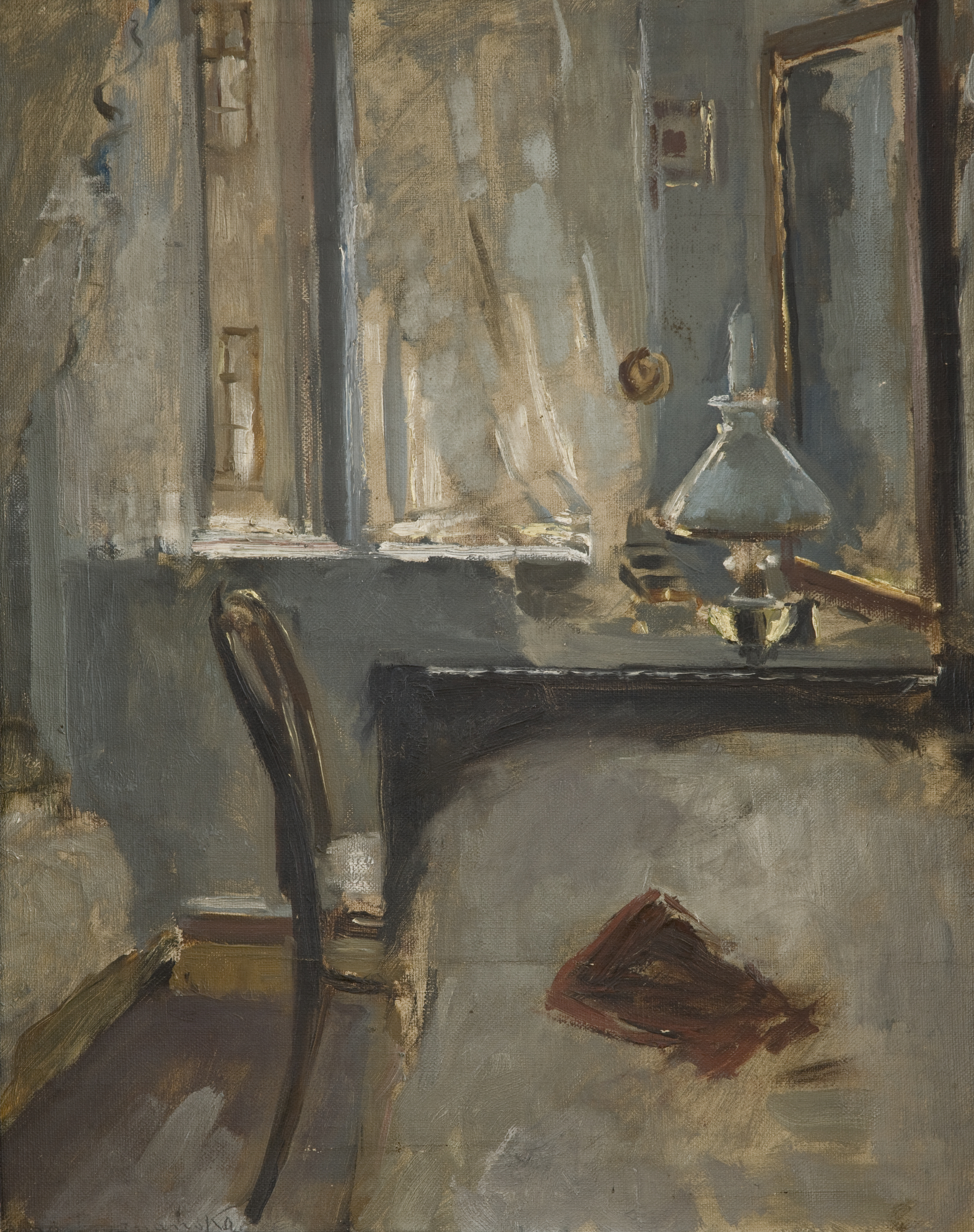
Studium wnętrza pracowni artystki w Krakowie, 1896
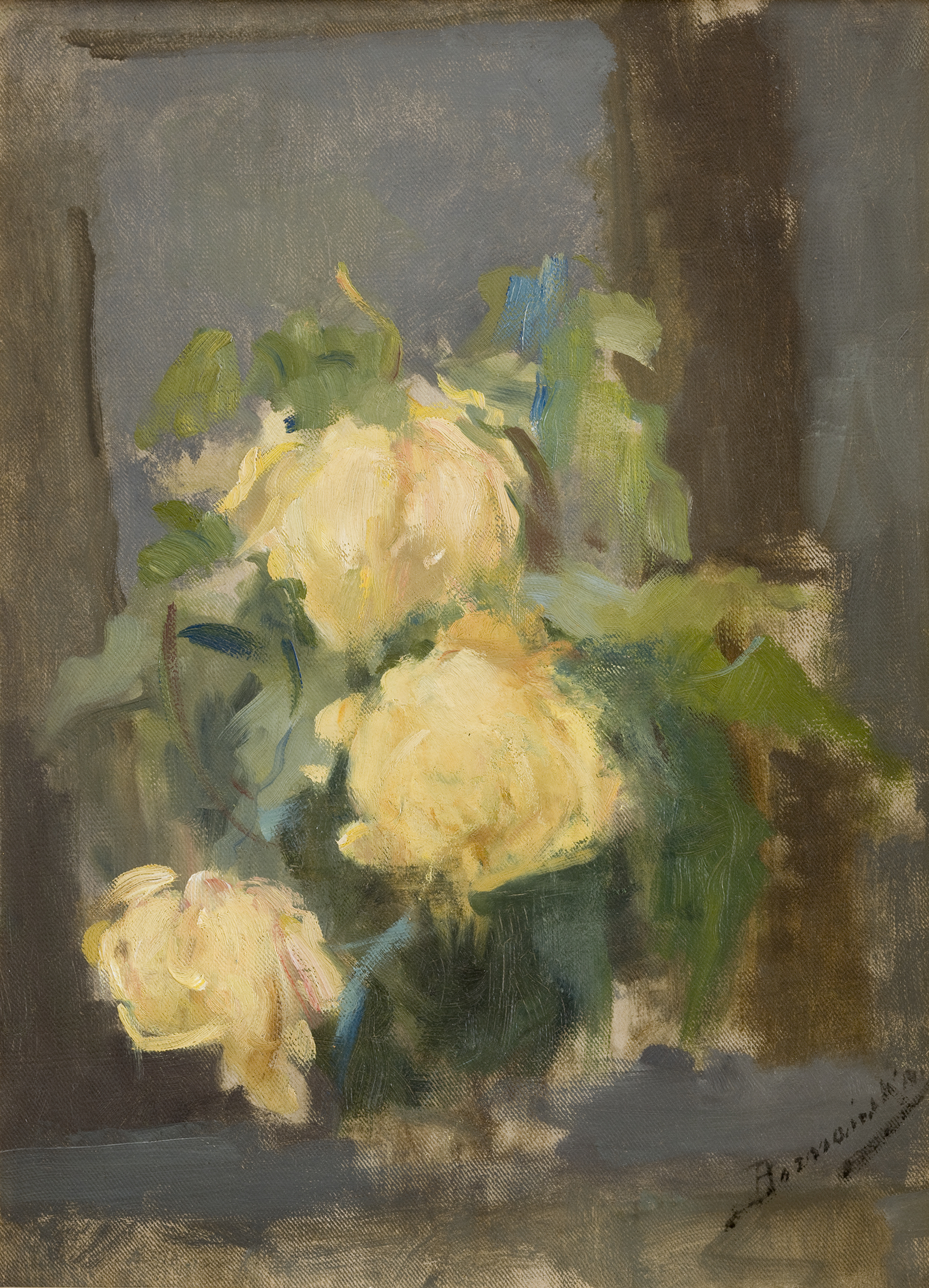
Złote róże, 1896
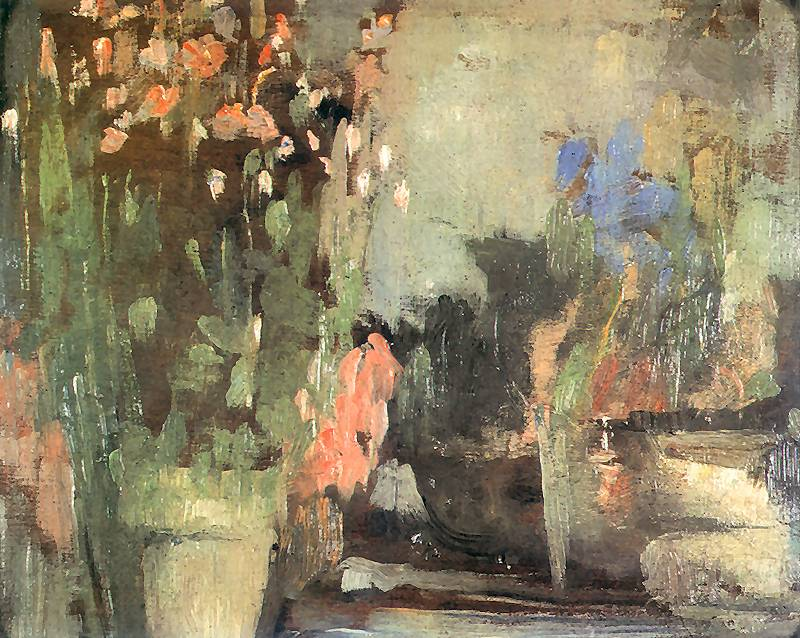
Kwiaty na tarasie, 1903
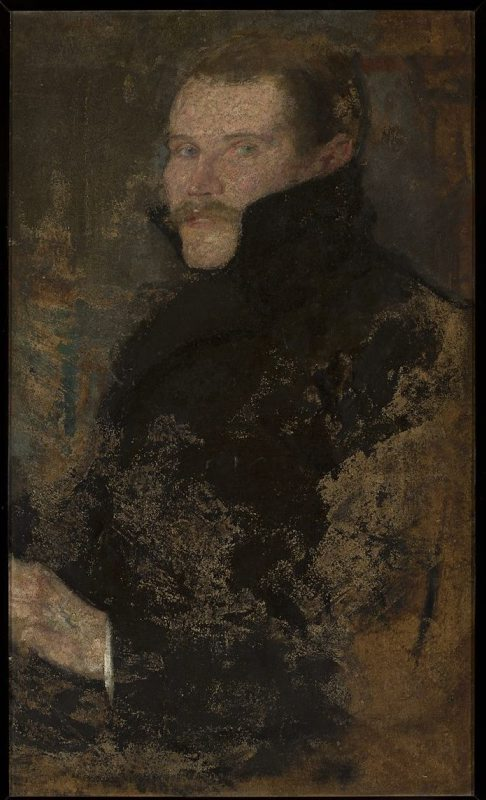
Portret Kazimierza Wize, 1905-1909
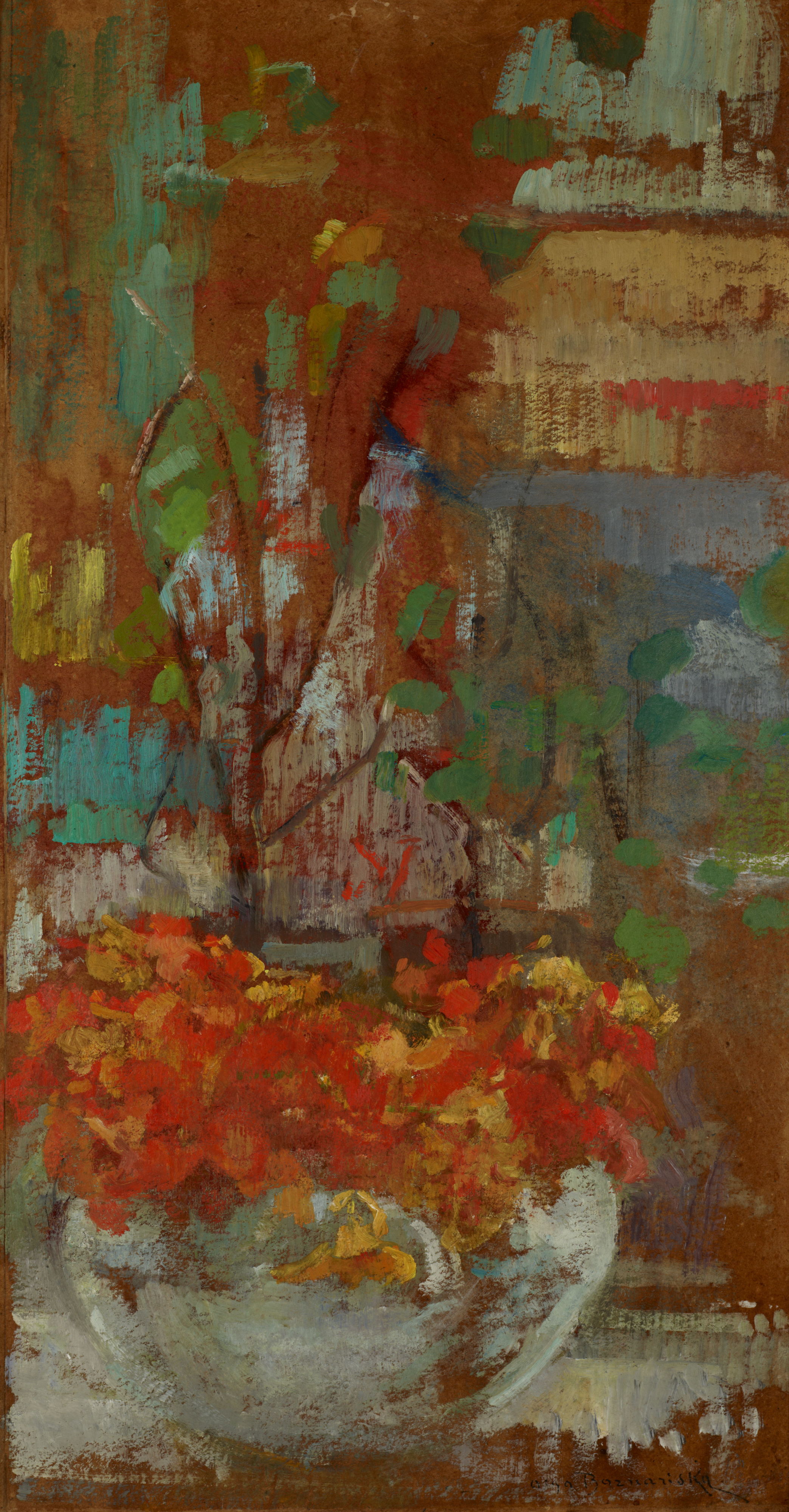
Kompozycja z nasturcjami, 1906
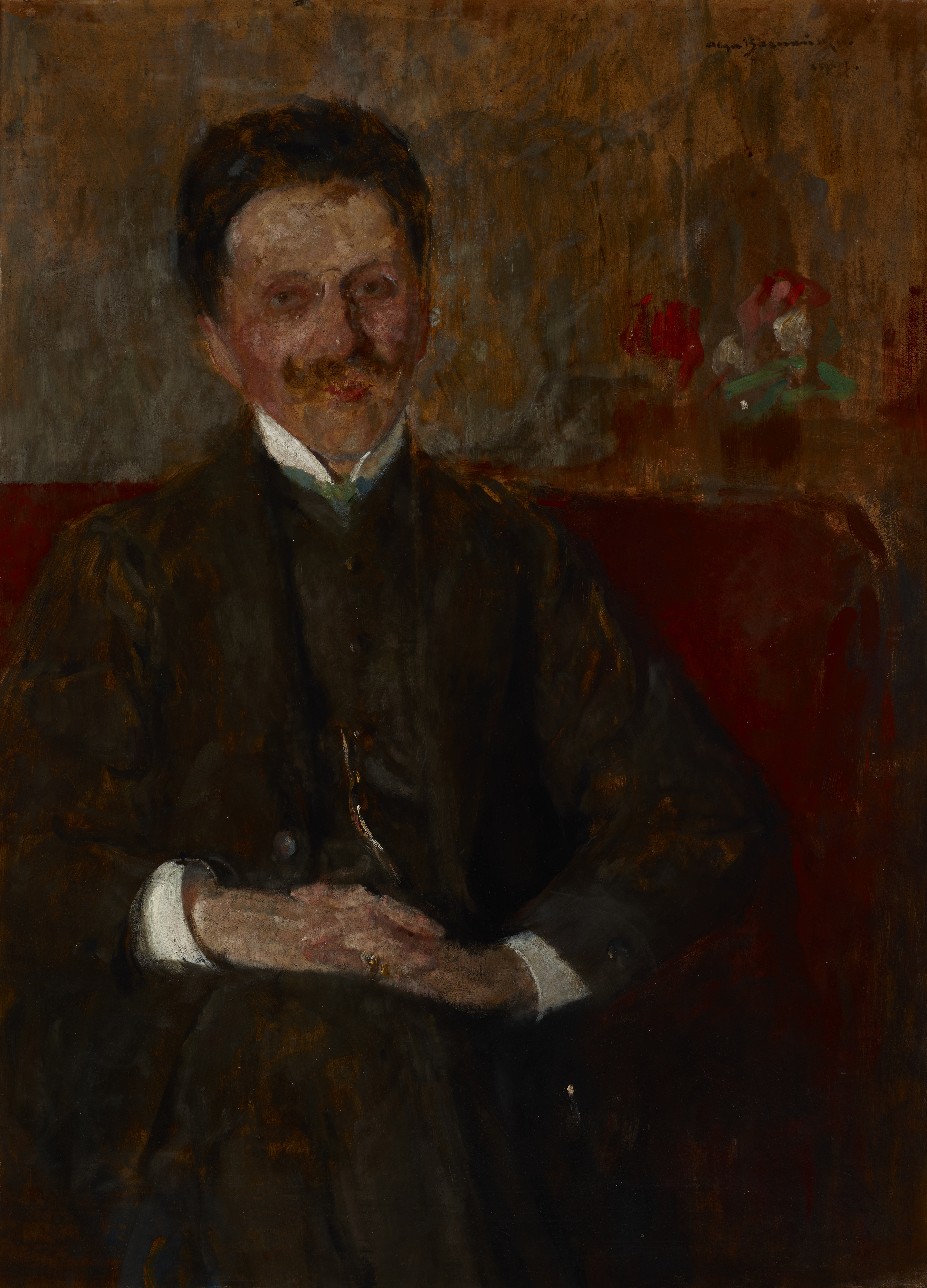
Portret Władysława Chmielarczyka, 1907
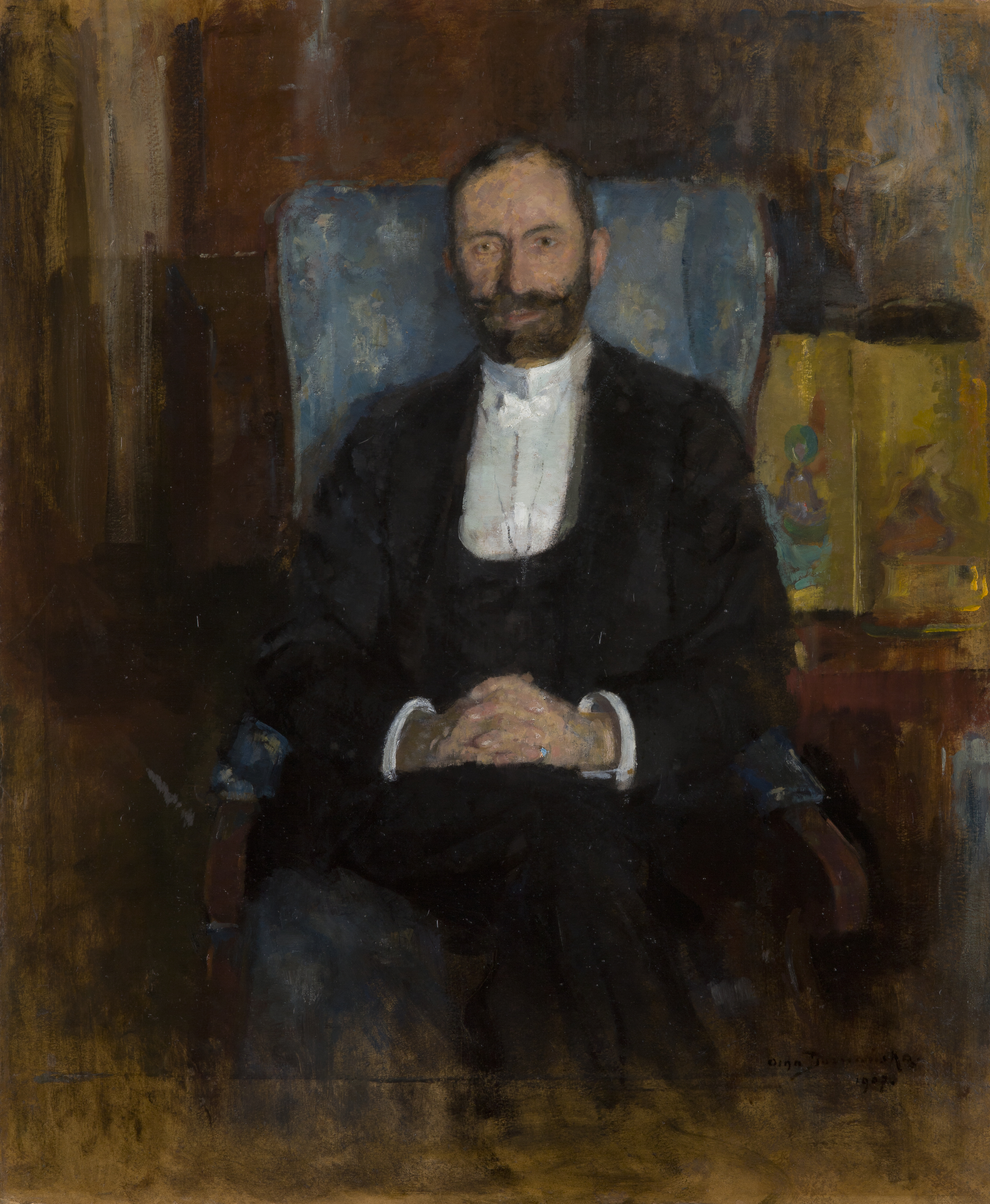
Portret Feliksa Jasieńskiego, 1907
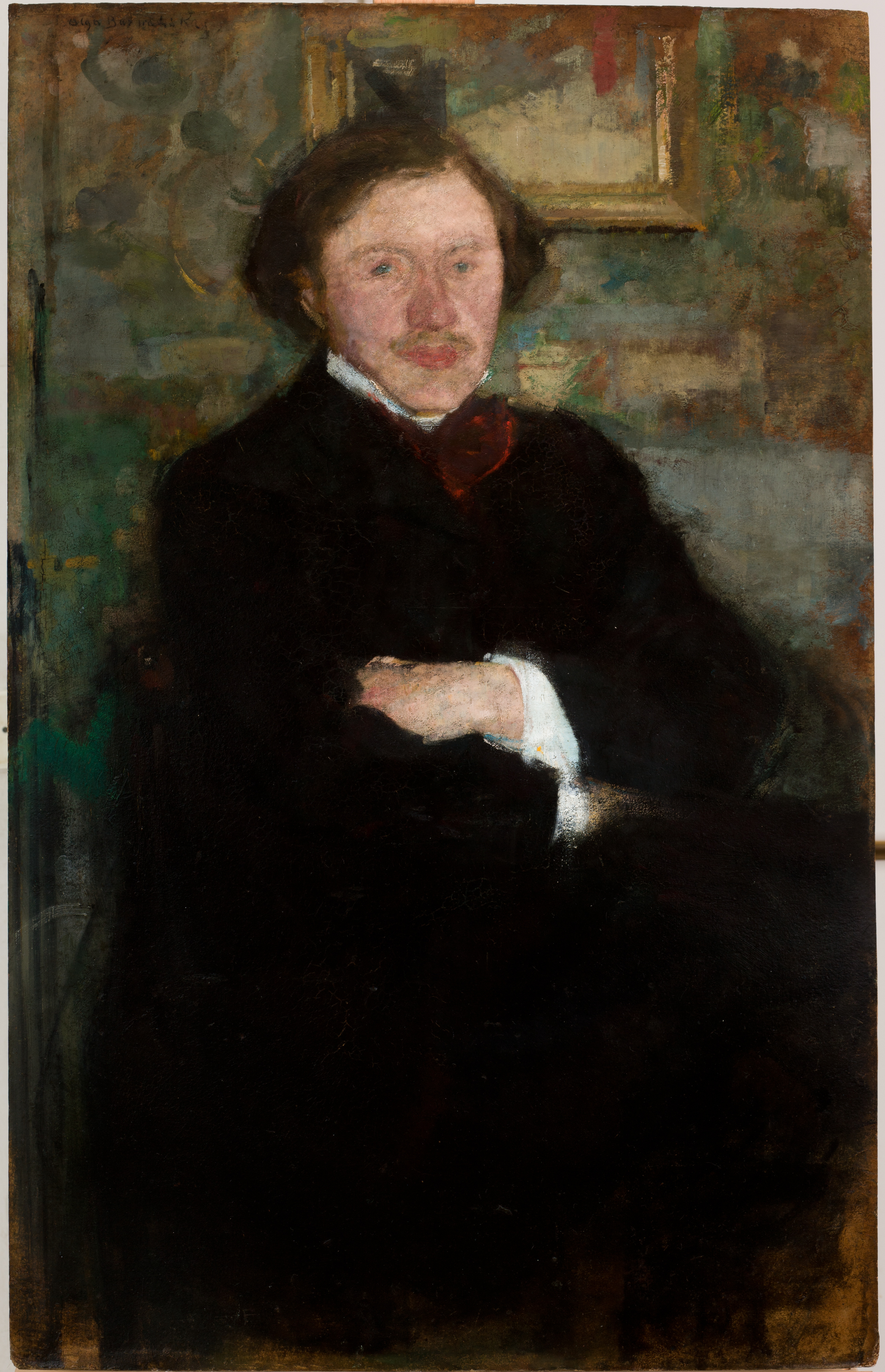
Portret muzyka Antoniego Dietha
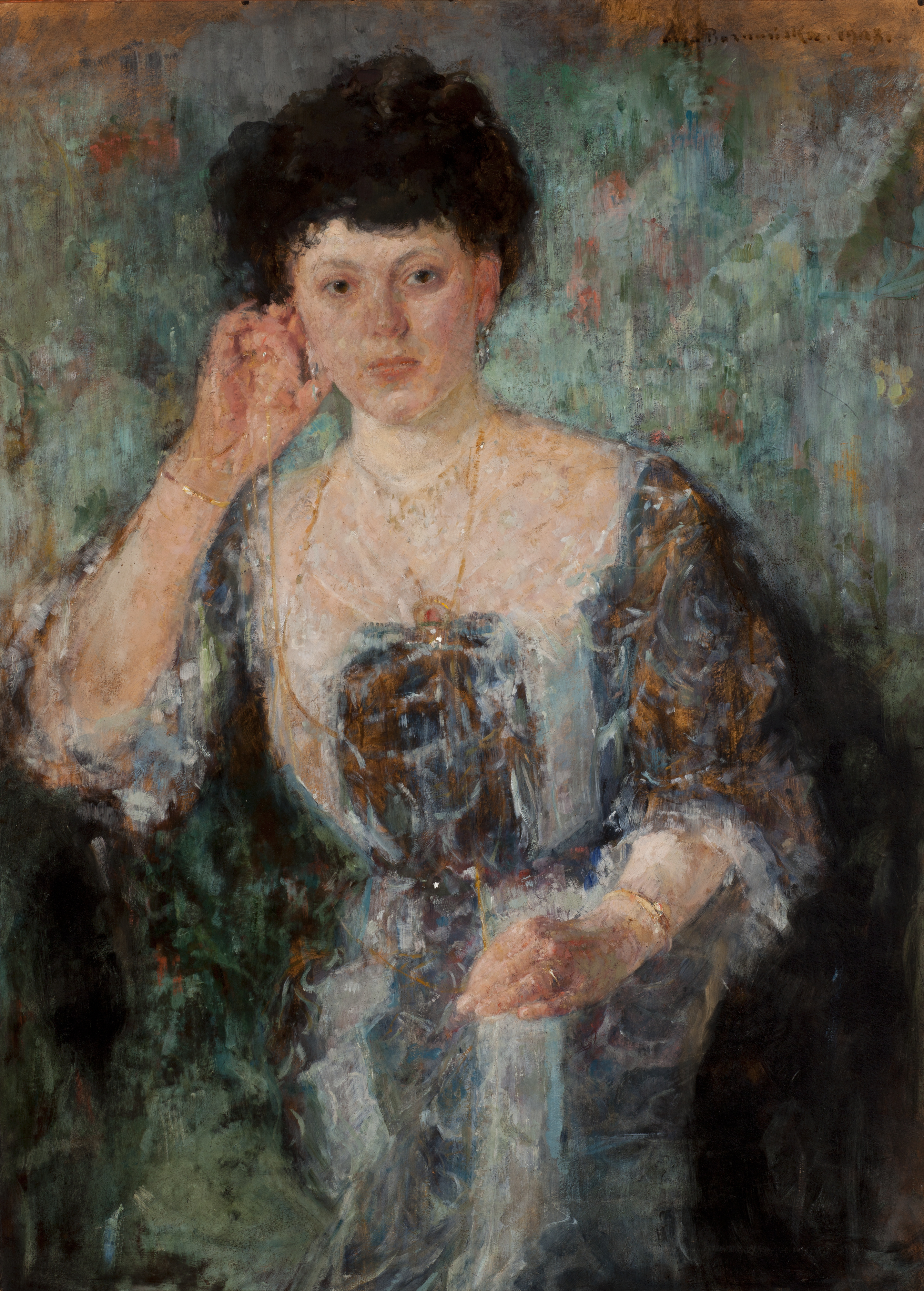
Portret pani Horainowej, 1908
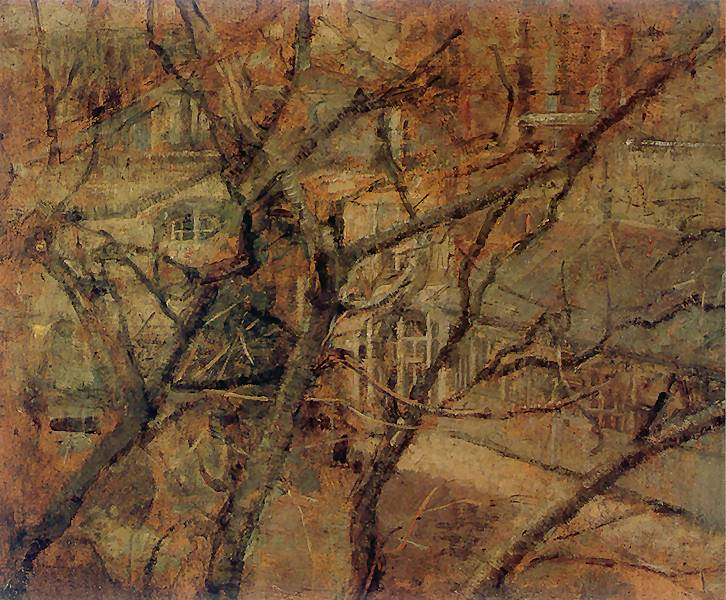
Widok z okna pracowni, ok. 1912
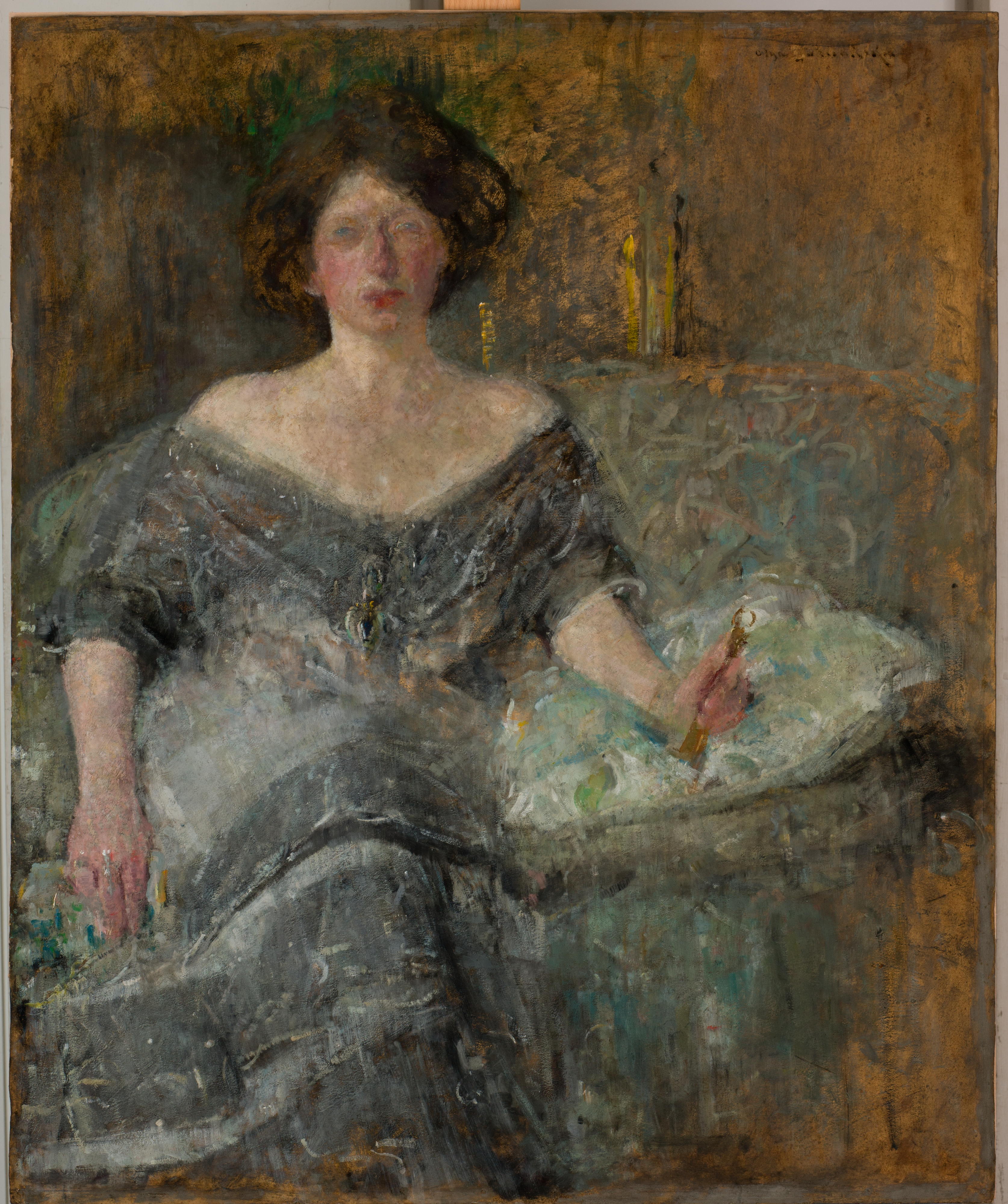
Portret Elzy Krauzowej, 1912
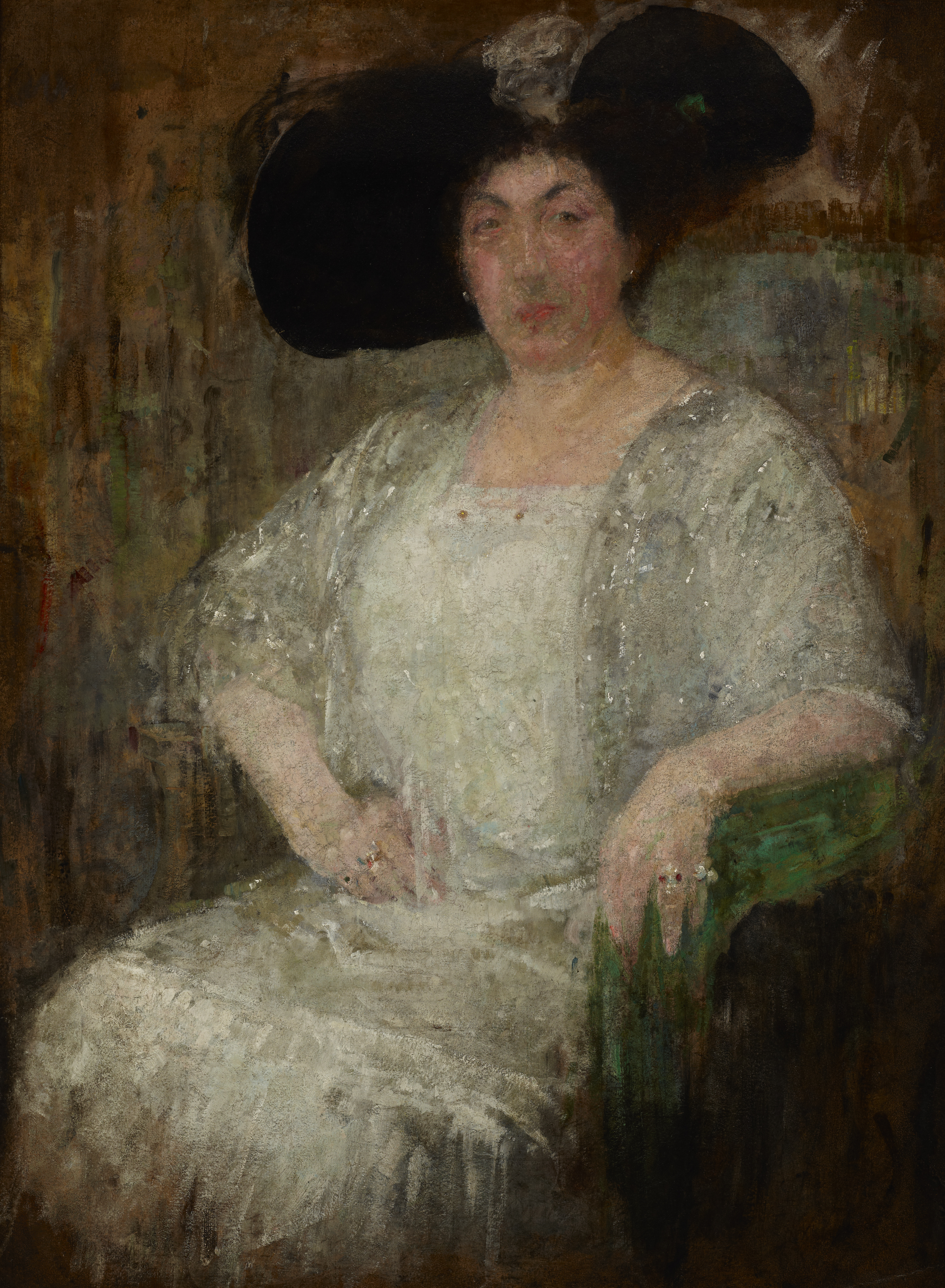
Portret Gabrieli Reval(inne języki), 1912
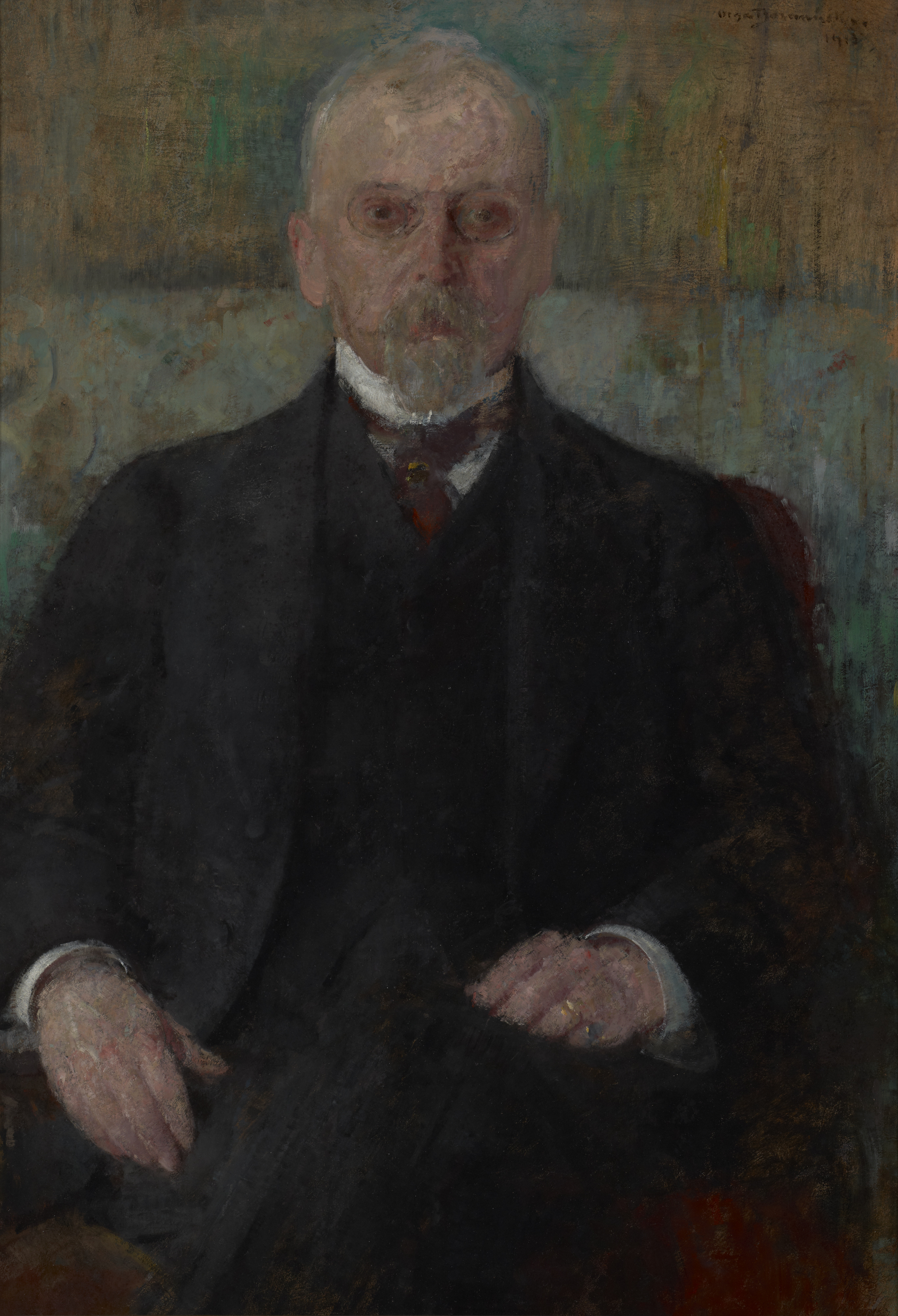
Portret Henryka Sienkiewicza, 1913
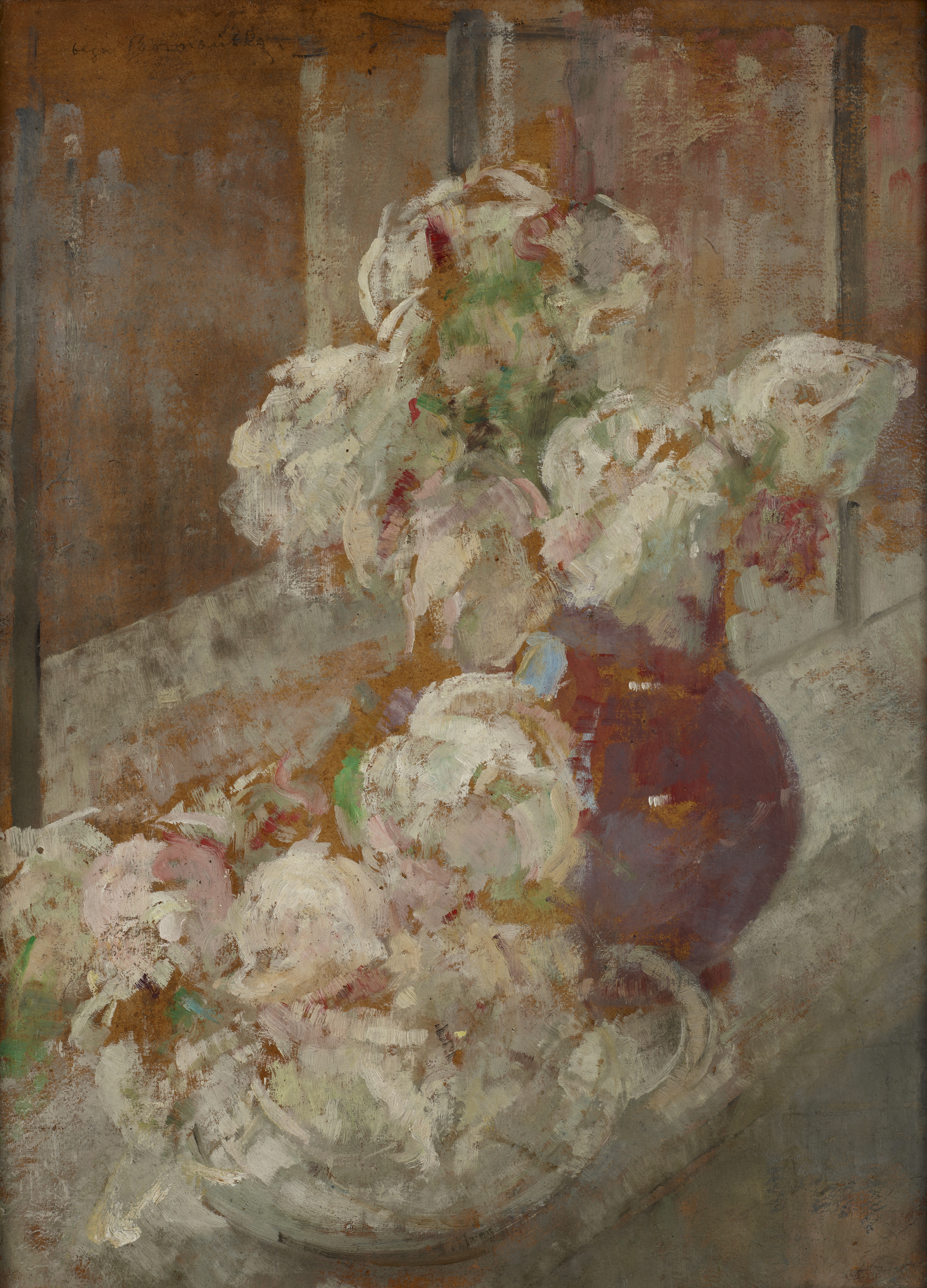
Kwiaty, 1913
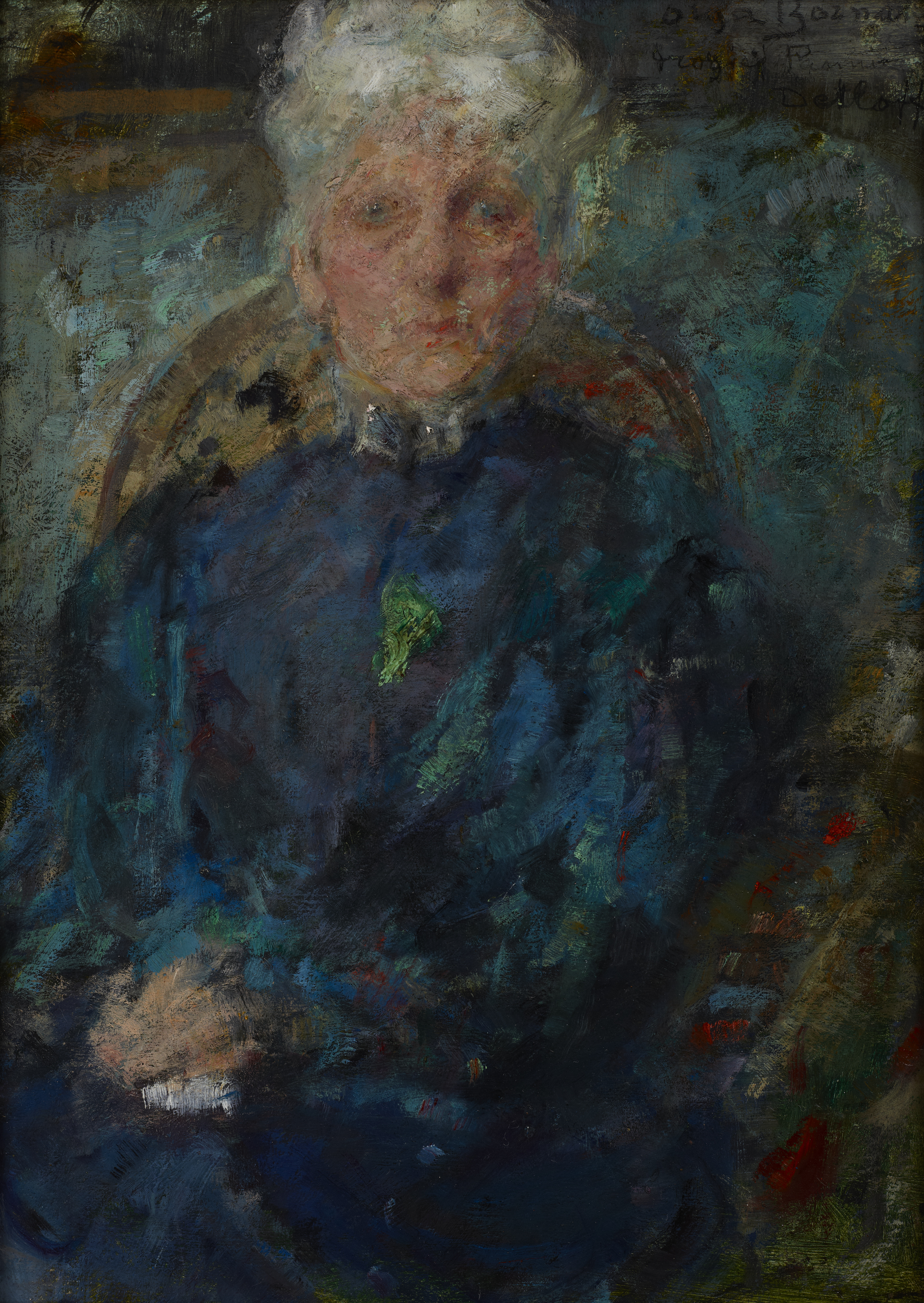
Portret Łucji Dettloff, 1917
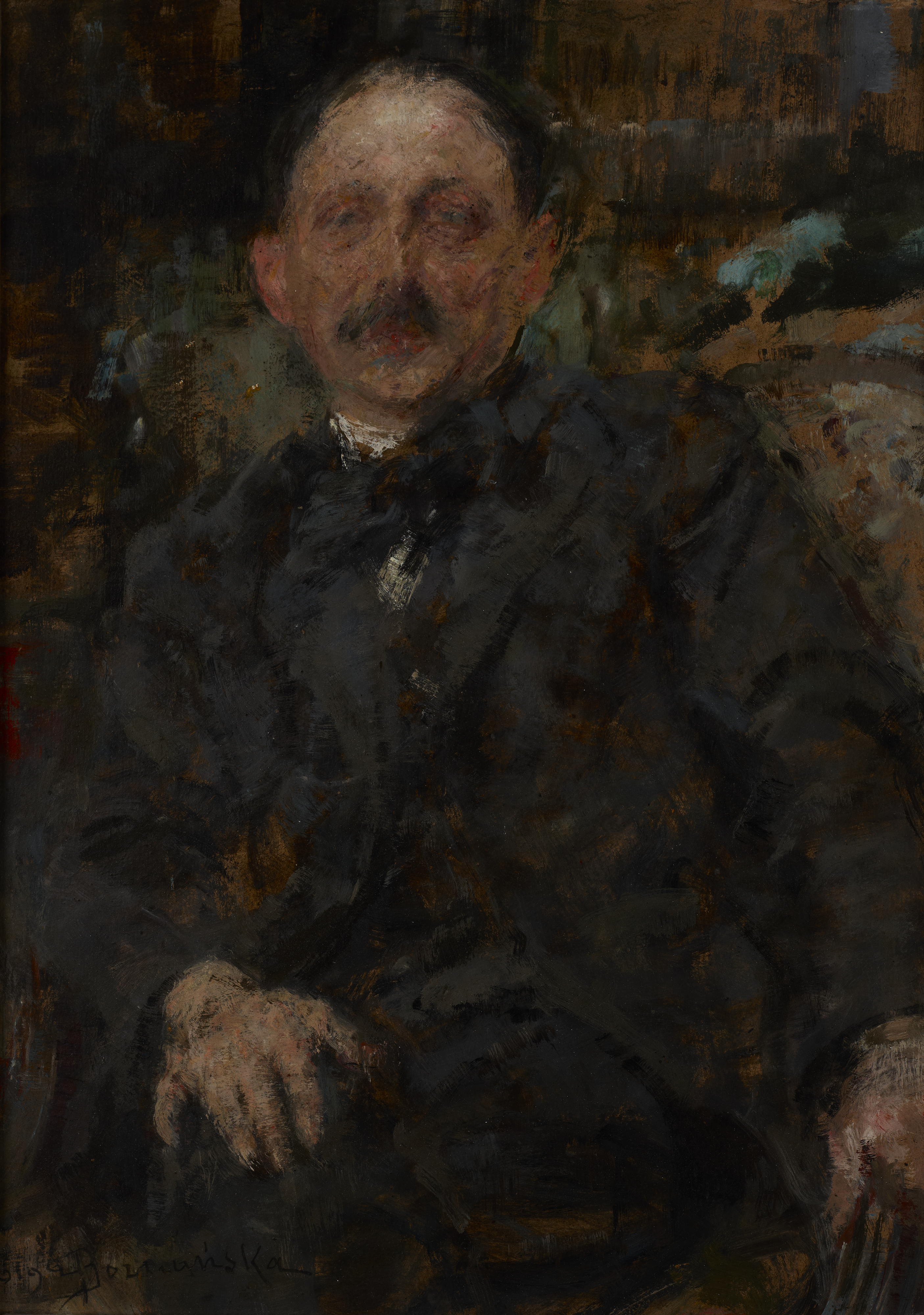
Portret malarza Marcina Samlickiego
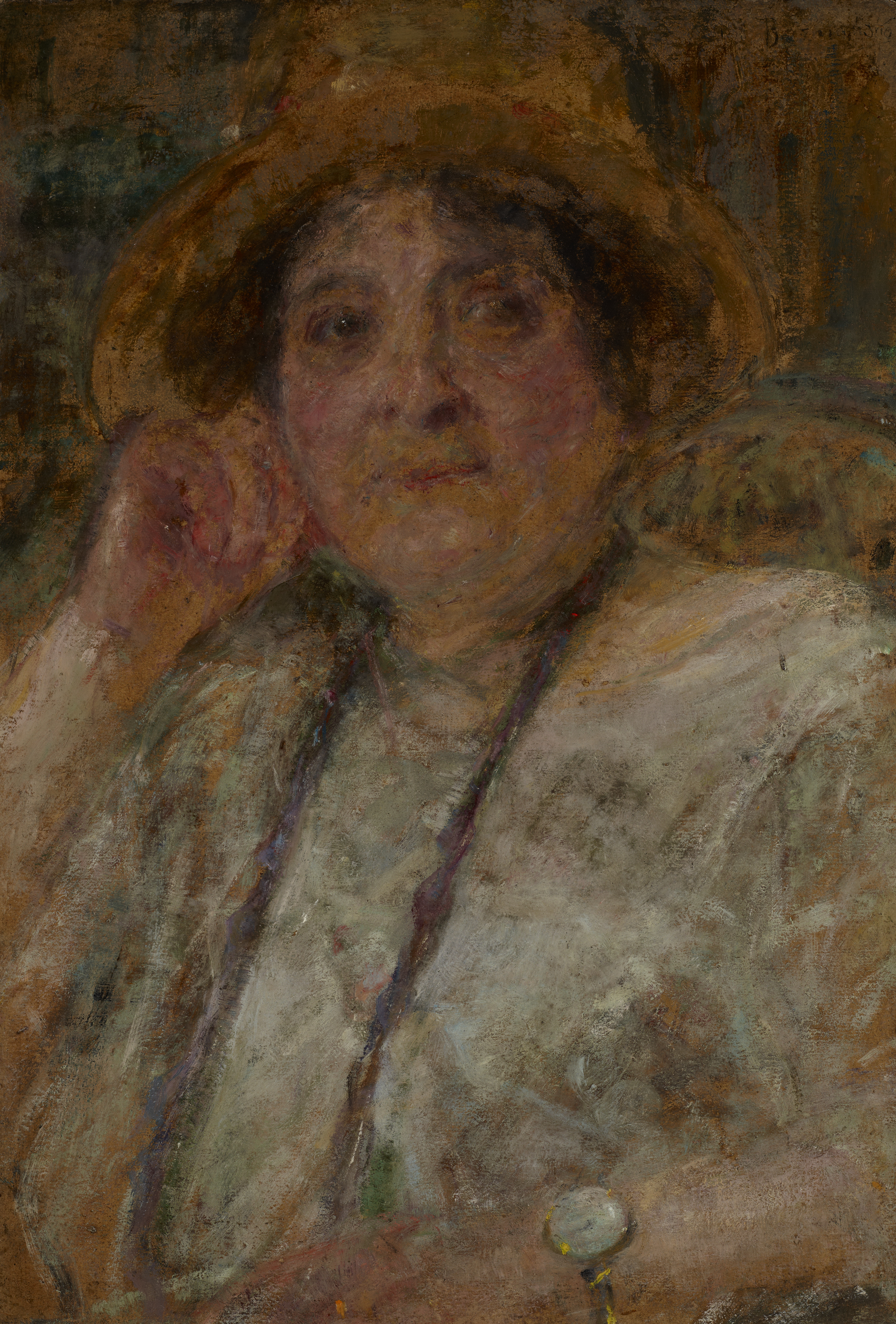
Portret pani Gościeńskiej, 1925
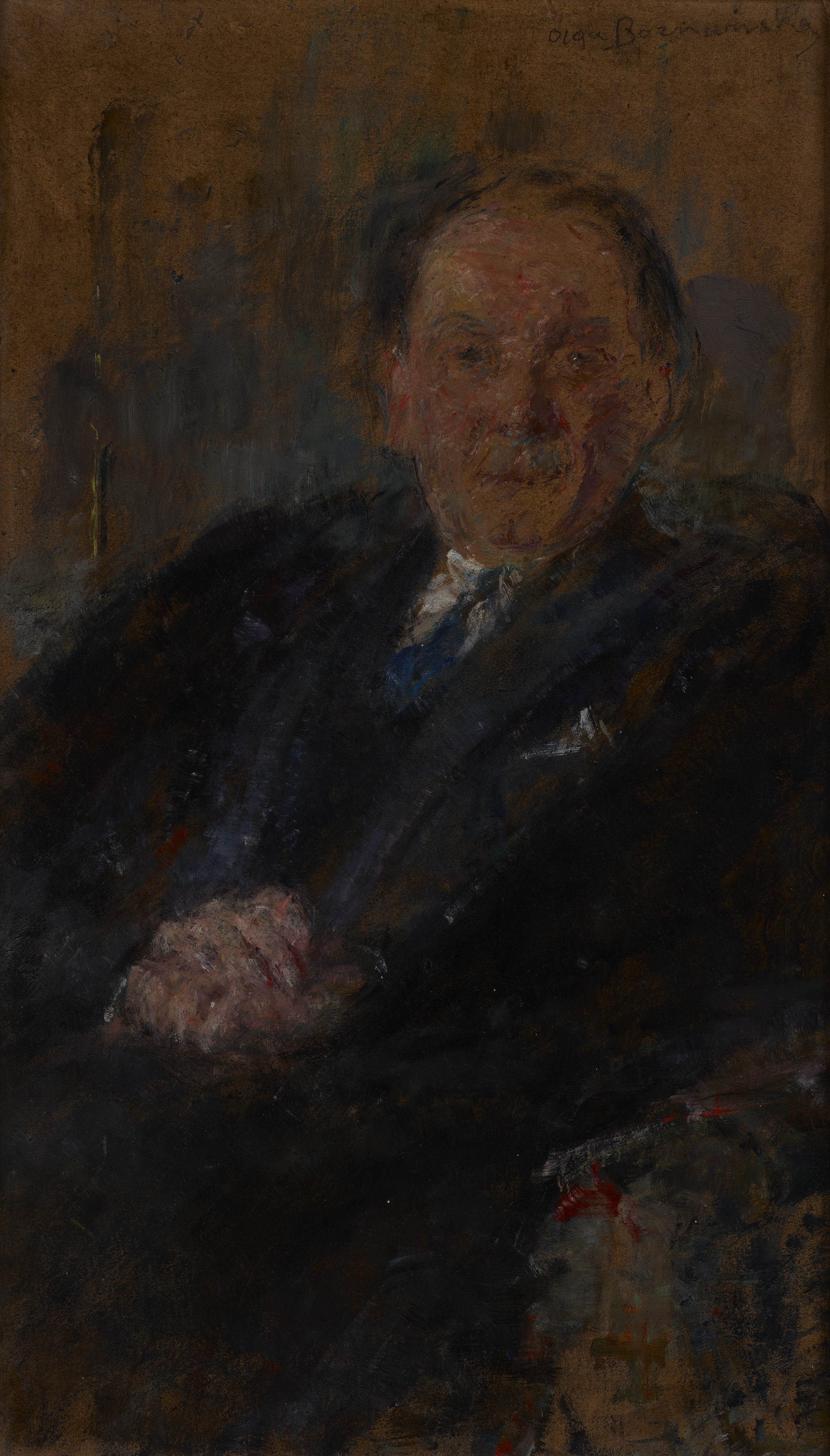
Portret Jana Rubczaka, ok. 1930
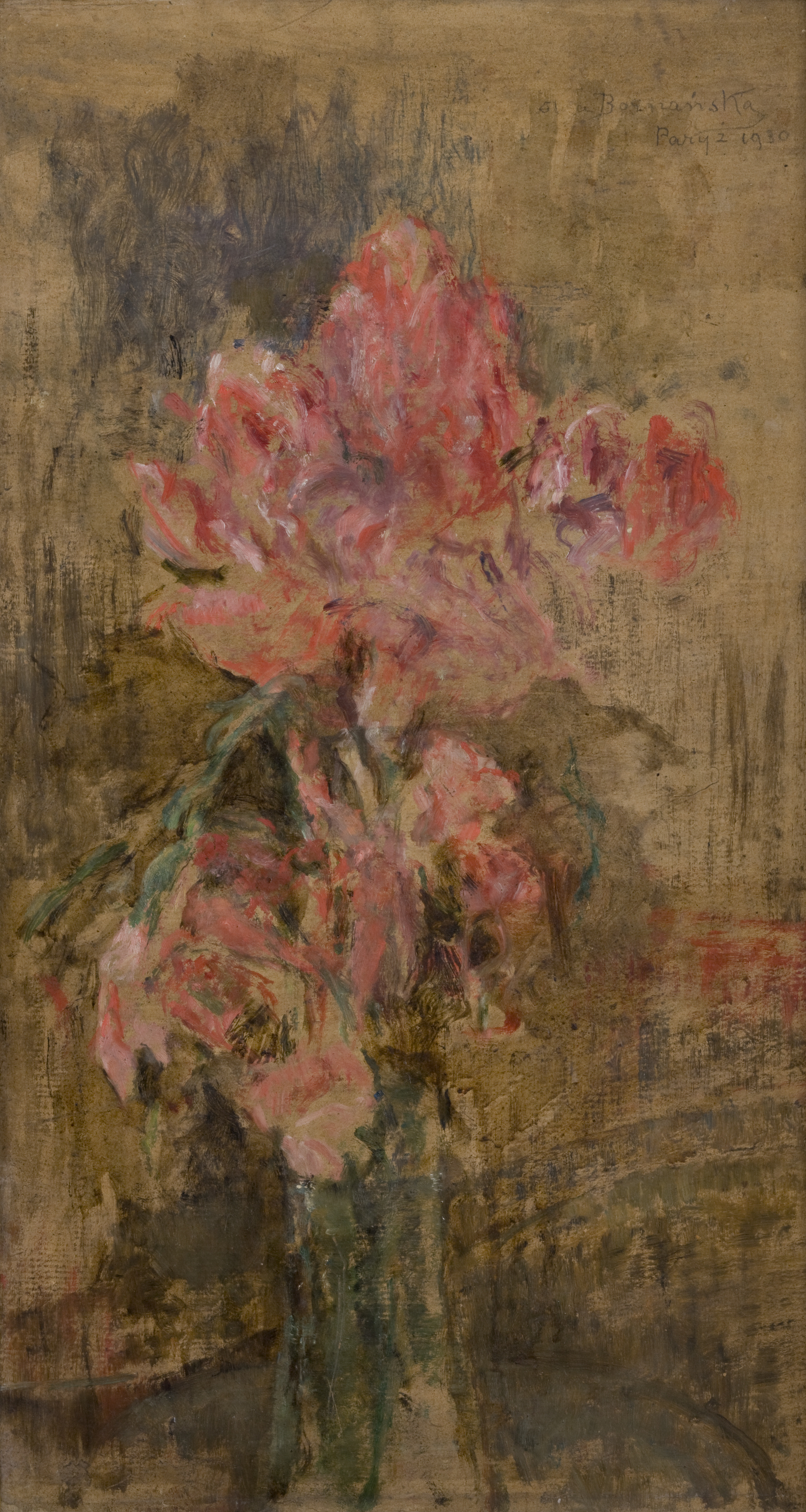
Gladiole, 1930
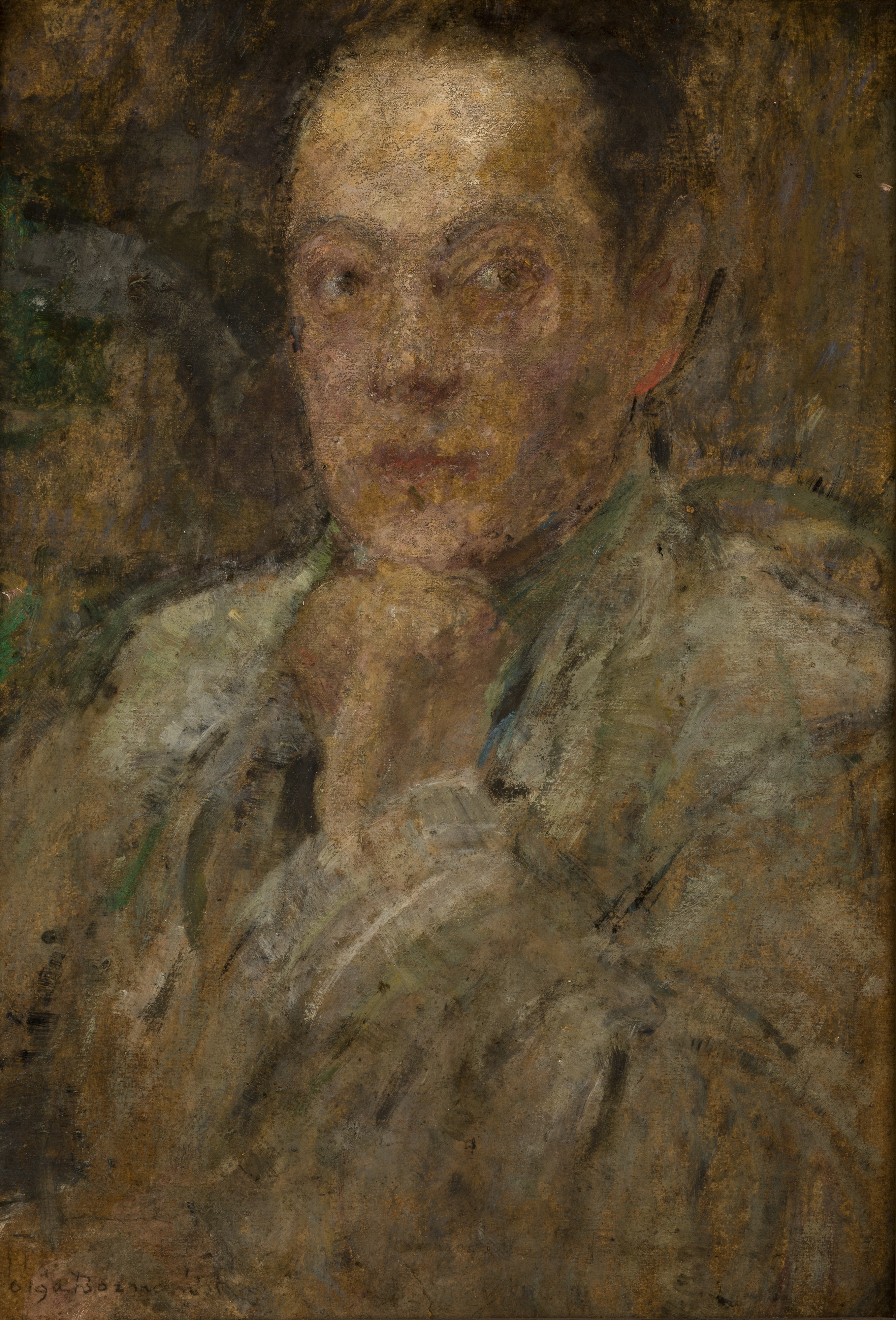
Portret Stefana Zbigniewicza, 1930